# Danh sách nhà máy điện tại Việt Nam
Dưới đây là danh sách các nhà máy điện tại Việt Nam.

## Nhiệt điện than
Nguồn: Tham khảo từ Coal Tracker, cập nhật dữ liệu từ Báo cáo 58/BC-CBT , cập nhật với các thông cáo báo chí, cập nhật từ PDP 7A 

### Vận hành
| Nhà máy                         | Nhà đầu tư/chủ sở hữu                          | Công suất (MW) | Tỉnh        | Thời gian đóng lưới | Nguồn  | Ghi chú                           |
| ------------------------------- | ---------------------------------------------- | -------------- | ----------- | ------------------- | ------ | --------------------------------- |
| An Khánh (Nhiệt điện Khánh Hòa) | Công ty cổ phần Nhiệt điện An Khánh            | 120            | Thái Nguyên | 2015                | [ 4 ]  |                                   |
| Cẩm Phả                         | CTy CP Nhiệt điện Cẩm Phả                      | 680            | Quảng Ninh  | 2010                | [ 5 ]  |                                   |
| Cao Ngạn                        | CTy nhiệt điện Cao Ngạn                        | 115            | Thái Nguyên | 2007                | [ 6 ]  |                                   |
| Formosa Đồng Nai                | Cty TNHH Hưng Nghiệp FORMOSA Việt Nam          | 450            | Đồng Nai    | 2004                | [ 7 ]  |                                   |
| Formosa Hà Tĩnh                 | Cty TNHH Gang thép Hưng Nghiệp FORMOSA Hà Tĩnh | 650            | Đồng Nai    | 2015                |        |                                   |
| Duyên Hải 1                     | CTy nhiệt điện Duyên Hải                       | 1200           | Trà Vinh    | 2015                | [ 8 ]  |                                   |
| Duyên Hải 2                     | CTy TNHH Janakuasa Việt Nam                    | 1320           | Trà Vinh    | 2021                |        |                                   |
| Duyên Hải 3                     | CTy nhiệt điện Duyên Hải                       | 1200           | Trà Vinh    | 2016                | [ 9 ]  |                                   |
| Duyên Hải 3 MR                  | CTy nhiệt điện Duyên Hải                       | 660            | Trà Vinh    | 2019                |        |                                   |
| Hải Phòng                       | CTy CP nhiệt điện Hải Phòng                    | 1200           | Hải Phòng   | 2011-2014           | [ 10 ] |                                   |
| Mạo Khê                         | CTy Nhiệt điện Đông Triều                      | 440            | Quảng Ninh  | 2012                | [ 11 ] |                                   |
| Mông Dương 1                    | Tổng Cty Phát điện 3                           | 1080           | Quảng Ninh  | 2015                | [ 12 ] |                                   |
| Mông Dương 2                    | Công ty TNHH Điện lực AES Mông Dương           | 1200           | Quảng Ninh  | 2014                | [ 12 ] |                                   |
| Na Dương 1                      | CTy nhiệt điện Na Dương                        | 110            | Lạng Sơn    | 2005                | [ 13 ] |                                   |
| Nghi Sơn 1                      | CTy Nhiệt điện Nghi Sơn                        | 600            | Thanh Hóa   | 2013                | [ 14 ] |                                   |
| Nghi Sơn 2                      | Cty TNHH Điện Nghi Sơn 2                       | 1200           | Thanh Hóa   | 2021                | [ 15 ] |                                   |
| Ninh Bình                       | Cty CP nhiệt điện Ninh Bình                    | 100            | Ninh Bình   | 1974                | [ 16 ] |                                   |
| Nông Sơn 1                      | Cty CP Than điện Nông Sơn - TKV                | 30             | Quảng Nam   | 2015                | [ 17 ] |                                   |
| Phả Lại 1                       | Công ty Cổ Phần Nhiệt Điện Phả Lại             | 440            | Hải Dương   | 1983                | [ 18 ] |                                   |
| Phả Lại 2                       | Công ty Cổ Phần Nhiệt Điện Phả Lại             | 600            | Hải Dương   | 2001                | [ 18 ] |                                   |
| Quảng Ninh                      | Cty CP Nhiệt điện Quảng Ninh                   | 1200           | Quảng Ninh  | 2010                | [ 19 ] |                                   |
| Sơn Động                        | CTy Nhiệt điện Sơn Động                        | 220            | Bắc Giang   | 2010                | [ 20 ] |                                   |
| Thái Bình 1                     | CTy nhiệt điện Thái Bình                       | 600            | Thái Bình   | 2017                | [ 21 ] |                                   |
| Thái Bình 2                     | PVN                                            | 1200           | Thái Bình   | 2022                | [ 22 ] | Tổ máy đầu tiên hòa lưới năm 2022 |
| Thăng Long                      | Cty CP Nhiệt điện Thăng Long                   | 680            | Quảng Ninh  | 2018                | [ 23 ] |                                   |
| Uông Bí MR                      | EVNGENCO No 1                                  | 630            | Quảng Ninh  | 2009                |        |                                   |
| Hải Dương                       | Cty TTNHH điện lực Jaks Hải Dương              | 1200           | Hải Dương   | 2020                | [ 24 ] |                                   |
| Vedan Việt Nam                  | CTy CPHH VeDan Việt Nam                        | 72             | Đồng Nai    | 2004                | [ 25 ] |                                   |
| Vĩnh Tân 1                      | CTy TNHH Điện lực Vĩnh Tân 1                   | 1240           | Bình Thuận  | 2018                | [ 26 ] |                                   |
| Vĩnh Tân 2                      | EVN GENCO 3                                    | 1244           | Bình Thuận  | 2014                | [ 27 ] |                                   |
| Vĩnh Tân 4                      | EVN GENCO 3                                    | 1200           | Bình Thuận  | 2018                | [ 28 ] |                                   |
| Vĩnh Tân 4 MR                   | EVN GENCO 3                                    | 600            | Bình Thuận  | 2019                |        |                                   |
| Vũng Áng 1                      | Tập đoàn Dầu khí Việt Nam                      | 1200           | Hà Tĩnh     | 2013                | [ 29 ] |                                   |
| Bauxit Lâm Đồng                 | CTy TNHH MTV Nhôm Lâm Đồng                     | 30             | Lâm Đồng    | 2016                |        |                                   |
| Sông Hậu 1                      | Ban Quản lý dự án điện lực dầu khí Sông Hậu 1  | 1200           | Hậu Giang   | 2022                | [ 30 ] |                                   |

### Đang xây dựng
| Nhà máy       | Nhà đầu tư/chủ sở hữu | Công suất (MW) | Tỉnh       | Thời gian đóng lưới | Nguồn | Ghi chú |
| ------------- | --------------------- | -------------- | ---------- | ------------------- | ----- | ------- |
| Quảng Trạch 1 | EVN                   | 1200           | Quảng Bình |                     |       |         |
| Vân Phong 1   | Sumitomo Corporation  | 1320           | Khánh Hòa  |                     |       |         |
| Long Phú 1    | PVN                   | 1200           | Sóc Trăng  |                     |       |         |

### Tạm dừng xây dựng
| Nhà máy    | Nhà đầu tư/chủ sở hữu   | Công suất (MW) | Tỉnh    | Thời gian đóng lưới | Nguồn | Ghi chú |
| ---------- | ----------------------- | -------------- | ------- | ------------------- | ----- | ------- |
| Vũng Áng 3 | Samsung C&T Corporation | 2x600          | Hà Tĩnh |                     |       |         |

### Hủy bỏ
| Nhà máy      | Nhà đầu tư/chủ sở hữu | Công suất (MW) | Tỉnh       | Thời gian đóng lưới | Nguồn | Ghi chú |
| ------------ | --------------------- | -------------- | ---------- | ------------------- | ----- | ------- |
| Quảng Ninh 3 |                       | 1200           | Quảng Ninh |                     |       |         |
| Cẩm Phả 3    | VINACOMIN             | 440            | Quảng Ninh |                     |       |         |
| Hải Phòng 3  | VINACOMIN             | 1200           | Hải Phòng  |                     |       |         |
| Long An 1    | VinaCapital Group Ltd | 1200           | Long An    |                     |       |         |
| Long An 2    | VinaCapital Group Ltd | 1600           | Long An    |                     |       |         |
| Rạng Đông    |                       | 2400           |            |                     |       |         |
| Bạc Liêu     |                       | 1200           |            |                     |       |         |
| Lục Nam      |                       | 100            |            |                     |       |         |

## Nhiệt điện khí
Viết tắt:
- TBKHH: Nhà máy tuốc bin khí chu trình hỗn hợp
- BOT: Build-Operate-Transfer: xây dựng-vận hành-chuyển giao

### Vận Hành
| Nhà máy      | Nhà đầu tư/chủ sở hữu                                           | Công suất (MW) | Tỉnh            | Thời gian đóng lưới | Nguồn                                          | Ghi chú |
| ------------ | --------------------------------------------------------------- | -------------- | --------------- | ------------------- | ---------------------------------------------- | ------- |
| Cà Mau 1&2   | Công ty Điện lực Dầu khí Cà Mau, đơn vị thành viên của PV Power | 1542           | Cà Mau          | 2007-2008           | và Quyết định 125/QD-DTDL phụ lục 3 hàng 22-23 |         |
| Nhơn Trạch 1 | Cty Điện lực Dầu khí Nhơn Trạch                                 | 465            | Đồng Nai        | 2008                | [ 32 ]                                         |         |
| Nhơn Trạch 2 | Cty CP Điện lực dầu khí Nhơn Trạch 2                            | 750            | Đồng Nai        | 2010                | [ 33 ]                                         |         |
| Phú Mỹ 2.1   | Công ty Nhiệt điện Phú Mỹ, GENCO 3                              | 949            | Bà Rịa-Vũng Tàu | 2003                | và Quyết định 125/QD-DTDL phụ lục 1 hàng 15    |         |
| Bà Rịa       | Công ty Nhiệt điện Bà Rịa, GENCO 3                              | 388            | Bà Rịa-Vũng Tàu | 1999                | và Quyết định 125/QD-DTDL phụ lục 3 hàng 21    |         |
| Phú Mỹ 4     | Công ty Nhiệt điện Phú Mỹ, GENCO 3                              | 468            | Bà Rịa-Vũng Tàu | 2004                | và Quyết định 125/QD-DTDL phụ lục 1 hàng 16    |         |
| Thủ Đức      | CTy TNHH MTV Nhiệt điện Thủ Đức                                 | 66             | Tp. Hồ Chí Minh |                     |                                                |         |
| Phú Mỹ 1     | Công ty Nhiệt điện Phú Mỹ, GENCO 3                              | 1140           | Bà Rịa-Vũng Tàu | 2001                | và Quyết định 125/QD-DTDL phụ lục 1 hàng 14    |         |
| Phú Mỹ 3     | CTy Điện lực TNHH BOT Phú Mỹ 3                                  | 740            | Bà Rịa-Vũng Tàu | 2003                | và Quyết định 125/QD-DTDL phụ lục 3 hàng 18    |         |
| Phú Mỹ 2.2   | CTy TNHH NL Mê Kông                                             | 740            | Bà Rịa-Vũng Tàu | 2004                | và Quyết định 125/QD-DTDL phụ lục 3 hàng 17    |         |
| Đạm Phú Mỹ   | Nhà máy đạm Phú Mỹ                                              | 24             | Bà Rịa-Vũng Tàu | 2016                |                                                |         |
| Cần Thơ      | CTy Nhiệt điện Cần Thơ                                          | 150            | Cần Thơ         | 1976                |                                                |         |

### Giấy phép trước/được cấp phép
| Nhà máy                                                   | Nhà đầu tư/chủ sở hữu   | Công suất (MW) | Tỉnh       | Thời gian đóng lưới | Nguồn                               | Ghi chú |
| --------------------------------------------------------- | ----------------------- | -------------- | ---------- | ------------------- | ----------------------------------- | ------- |
| TBKHH Ô Môn III                                           | EVN (ODA)               | 1x750          | Cần Thơ    | 2025                | Báo cáo 58/BC-CBT phụ lục hàng I.13 |         |
| TBKHH Ô Môn IV                                            | EVN                     | 1x750          | Cần Thơ    | 2023                | Báo cáo 58/BC-CBT phụ lục hàng I.14 |         |
| TBKHH Dung Quất I                                         | EVN                     | 750            | Quảng Ngãi | 2024                | Báo cáo 58/BC-CBT phụ lục hàng I.19 |         |
| TBKHH Dung Quất III                                       | EVN                     | 750            | Quảng Ngãi | 2025                | Báo cáo 58/BC-CBT phụ lục hàng I.20 |         |
| TBKHH Nhơn Trạch 3&4                                      | PVN                     | 2x750          | Đồng Nai   | 2023-2024           | Báo cáo 58/BC-CBT phụ lục hàng II.5 |         |
| TBKHH Miền Trung 1,2                                      | PVN                     | 2x750          | Quảng Nam  | 2024-2025           | Báo cáo 58/BC-CBT phụ lục hàng II.7 |         |
| Tổ hợp hóa lọc dầu Long Sơn (Tổ hợp hóa lọc dầu Miền Nam) | Tập đoàn SCG (Thái Lan) | 2x10           | Vũng Tàu   | 2023                | [ 41 ]                              |         |

### Thông báo
| Nhà máy              | Nhà đầu tư/chủ sở hữu                            | Công suất (MW) | Tỉnh       | Thời gian đóng lưới | Nguồn                                   | Ghi chú |
| -------------------- | ------------------------------------------------ | -------------- | ---------- | ------------------- | --------------------------------------- | ------- |
| TBKHH Kiên Giang 1&2 | PVN                                              | 2x750          | Kiên Giang | Sau 2030            | Báo cáo 58/BC-CBT phụ lục hàng II.6     |         |
| TBKHH Sơn Mỹ II      | Tập đoàn AES, PVGAS                              | 3x750          | Bình Thuận | 2026-2028           | Báo cáo 58/BC-CBT phụ lục hàng II.8 và  |         |
| TBKHH Dung Quất II   | BOT                                              | 750            | Quảng Ngãi | 2026                | Báo cáo 58/BC-CBT phụ lục hàng IV.12    |         |
| TBKHH Sơn Mỹ         | Electricité De France (EDF), Kiushu, Sojitz, PAC | 3x750          | Bình Thuận | 2028-2029           | Báo cáo 58/BC-CBT phụ lục hàng IV.15 và |         |
| TBKHH Ô Môn II       | Tập đoàn Marubeni (Nhật Bản)                     | 750            | Cần Thơ    | 2026                | Báo cáo 58/BC-CBT phụ lục hàng VI.3     |         |
| LNG Cà Ná            | Tập đoàn Gulf (Thái Lan)                         | 4x1500         | Ninh Thuận | Không rõ            | [ 44 ]                                  |         |
| LNG Bạc Liêu         | Delta Offshore Energy                            | 3200           | Bạc Liêu   | Không rõ            | [ 45 ]                                  |         |
| Phú Yên              | J-Power                                          |                | Phú Yên    |                     | [ 46 ]                                  |         |
| Long Sơn             | EVNGENCO3                                        | 3x1200         | Vũng Tàu   | 2019-2025           | [ 47 ]                                  |         |

## Nhà máy nhiệt điện dầu

### Đang vận hành
| Nhà máy              | Nhà đầu tư/chủ sở hữu                   | Công suất (MW) | Tỉnh           | Thời điểm vận hành | Nguồn | Ghi chú |
| -------------------- | --------------------------------------- | -------------- | -------------- | ------------------ | ----- | ------- |
| Đạm Hà Bắc           | CTy TNHH MTV Phân đạm & Hóa chất Hà Bắc | 36             | Bắc Giang      |                    |       |         |
| Đạm Ninh Bình        | Cty TNHH MTV Đạm Ninh Bình              | 36             | Ninh Bình      |                    |       |         |
| Lọc hóa dầu Nghi Sơn | Cty TNHH Lọc hóa dầu Nghi Sơn           | 74             | Thanh Hóa      |                    |       |         |
| Dung Quất            |                                         | 108            | Quảng Ngãi     |                    |       |         |
| Alumi Nhân Cơ        | CTy Nhôm Đăk Nông - TKV                 | 30             | Đắk Nông       | 2017               |       |         |
| Thủ Đức              | CTy TNHH MTV Nhiệt điện Thủ Đức         | 169.5          | Tp Hồ Chí Minh | 1965               |       |         |
| Hiệp Phước           | Cty TNHH Điện lực Hiệp Phước            | 375            | Tp Hồ Chí Minh | 1998               |       |         |
| Ô Môn 1              | EVNGENCO 2                              | 660            | Cần Thơ        | 2009               |       |         |
| Bãi Bồng             | Tổng CTy Giấy Việt Nam                  | 40.5           | Phú Thọ        |                    |       |         |
| DAP Vinachem         | CTy TNHH MTV DAP-VINACHEM               | 12             | Hải Phòng      |                    |       |         |
| Cần Thơ              | CTy Nhiệt điện Cần Thơ                  | 37             | Cần Thơ        | 1976               |       |         |

## Nhà máy điện mặt trời
Nguồn: Tham khảo từ DEVI Renewable Energies , cập nhật từ các thông cáo báo chí.
Ghi chú: định dạng cho Ngày khởi công + Ngày đóng lưới: ngày/tháng/năm

### Vận hành
| Nhà máy                       | Chủ đầu tư/chủ sở hữu                                                                       | Công Suất (MW) | Công suất (MWp) | Vị trí                                                           | Tỉnh              | Ngày khởi công | Ngày đóng lưới | Nguồn           | Ghi chú |
| ----------------------------- | ------------------------------------------------------------------------------------------- | -------------- | --------------- | ---------------------------------------------------------------- | ----------------- | -------------- | -------------- | --------------- | --- |
| TTC Phong điền                | GEC/TTC                                                                                     | 35             | 48              | xã Điền Lộc, huyện Phong Điền                                    | Thừa Thiên Huế    | 01/01/2018     | 25/09/2018     | [ 49 ]          | EPC: Liên danh Sharp-SSSA-NSN |
| Krong Pa                      | GEC/TTC                                                                                     | 49             |                 | huyện Krong Pa                                                   | Gia Lai           | 03/2018        | 4/11/2018      | [ 50 ]          | |
| BP Solar 1                    | Bắc Phương JSC                                                                              | 41.4           | 46              | xã Hữu Phước, huyện Ninh Phước                                   | Ninh Thuận        | 06/2018        | 20/01/2019     | [ 51 ]          | |
| Srêpôk 1                      | Đại Hải Investment and Development JSC                                                      | 42.1           | 50              | xã Ea Wer, huyện Buôn Đôn                                        | Đắk Lắk           | 19/10/2018     | 31/01/2019     | [ 52 ]          | |
| Long Thành 1                  | Cty CP Đầu tư và Phát triển Hạ tầng Long Thành                                              | 43.8           | 50              | xã Cư M'Lan huyện Ea Súp                                         | Đắk Lắk           |                | 05/2019        | [ 53 ] [ 54 ]   | |
| Quang Minh                    | Đại Hải Power + Srêpốk Solar                                                                | 40.9           | 50              | thôn 9, xã Ea Wer, huyện Buôn Đôn                                | Đắk Lắk           | 19/10/2018     | 31/01/2019     | [ 52 ]          | |
| TTC số 1                      | TTC Green Energy                                                                            | 48             | 69              | kho cảng Thành Thành Công thuộc phường An Hòa, thị xã Trảng Bàng | Tây Ninh          | 25/05/2018     | 06/03/2019     | [ 55 ]          | |
| TTC số 2                      | TTC Green Energy                                                                            | 40.8           | 50              | thị xã Trảng Bàng                                                | Tây Ninh          | 10/08/2018     | 19/4/2019      | [ 55 ]          | |
| BIM 1                         | Bim Group                                                                                   | 25             | 30              | xã Phước Minh, huyện Thuận Nam                                   | Ninh Thuận        | 01/2018        | 27/03/2019     | [ 56 ] [ 57 ]   | BIM - AC Renewable hợp tác |
| BIM 2                         | Bim Group                                                                                   | 250            |                 | xã Phước Minh, huyện Thuận Nam                                   | Ninh Thuận        | 01/2018        | 05/2019        | [ 57 ] [ 58 ]   | Sungrow Inverter. AC Energy - các công ty con của Ayala Corporation (Philippines) là chủ sở hữu và Bouygues Energies & Services (Pháp) là nhà thầu EPC. BIM - AC Renewable hợp tác |
| BIM 3                         | Bim Group                                                                                   | 41.2           | 50              | xã Phước Minh, huyện Thuận Nam                                   | Ninh Thuận        | 01/2018        | 05/2019        | [ 57 ] [ 58 ]   | Sungrow Inverter. AC Energy - các công ty con của Ayala Corporation (Philippines) là chủ sở hữu và Bouygues Energies & Services (Pháp) là nhà thầu EPC. BIM - AC Renewable hợp tác |
| Yên Định                      | CP Năng lượng Sông Lam Sơn La                                                               | 30             | 38              | xã Yên Thái, huyện Yên Định                                      | Thanh Hóa         | 10/2017        | 22/3/2019      | [ 59 ] [ 60 ]   | |
| TTĐL Vĩnh Tân GĐ 1            | EVNPECC2                                                                                    | 4.4            |                 | xã Vĩnh Tân, huyện Tuy Phong                                     | Bình Thuận        | 12/2018        | 23/01/2019     | [ 61 ] [ 62 ]   | |
| Hàm Phú 2                     | GEC/TTC                                                                                     | 40.8           | 49              | Hàm Phú, huyện Hàm Thuận Bắc                                     | Bình Thuận        | 31/07/2018     | 12/04/2019     | [ 63 ]          | |
| Đa Mi                         | DHD - Thủy điện Đa Nhim - Hàm Thuận - Đa Mi (EVNGENCO 1)                                    | 42.5           | 47.5            | huyện Tánh Linh và Hàm Thuận Bắc                                 | Bình Thuận        | 2017           | 13/05/2019     | [ 64 ] [ 65 ]   | |
| Sao Mai                       | Sao Mai Group                                                                               | 196            | 210             | huyện Tịnh Biên                                                  | An Giang          | 02/2019        | 06/07/2019     | [ 66 ] [ 67 ]   | |
| Mũi Né                        | Đức Thành Mũi Né JSC                                                                        | 35.7           | 40              | phường Mũi Né, thành phố Phan Thiết                              | Bình Thuận        | 12/10/2018     | 04/06/2019     | [ 68 ]          | EPC: Cty TNHH TTCL Việt Nam, Tấm pin của Jinko solar. TVGS là Mott Macdonald |
| Hồng Phong 4                  | Hà Đô Group (HDG)                                                                           | 44             | 48              | xã Hồng Phong, huyện Bắc Bình                                    | Bình Thuận        | 10/2018        | 30/5/2019      | [ 69 ]          | Tấm pin Sunpower, Inverter SMA, Transformer ABB, Tractebel: OE |
| LIG Quảng Trị                 | LICOGI 13 JSC                                                                               | 41.2           | 49.5            | xã Gio Hải và xã Gio Thành, huyện Gio Linh                       | Quảng Trị         | 10/2018        | 22/05/2019     | [ 70 ]          | |
| Hậu Giang                     | VKT Hòa An JSC                                                                              | 29             |                 | xã Hòa An, huyện Phụng Hiệp                                      | Hậu Giang         |                | 15/12/2020     | [ 71 ]          | |
| Hồng Phong 1A                 | Cty CP Năng lượng Hồng Phong 1                                                              | 150            | 195             | xã Hồng Phong, huyện Bắc Bình                                    | Bình Thuận        |                | 01/06/2019     |                 | Sinohydro Corporation Limited belongs to Power Chi Group |
| Hồng Phong 1B                 | CTy CP Năng lượng Hồng Phong 1                                                              | 100            | 130             | xã Hồng Phong, huyện Bắc Bình                                    | Bình Thuận        |                | 02/06/2019     |                 | Sinohydro Corporation Limited belongs to Power Chi Group |
| Hồng Liêm 3                   | Cty TNHH Trường Lộc Bình Thuận                                                              | 42             |                 | xã Hồng Liêm, huyện Hàm Thuận Bắc                                | Bình Thuận        |                | 18/12/2020     |                 | |
| Cư Jút                        | Cty CP Thủy điện Miền Trung (CHP)                                                           | 50             | 62              | thị trấn Ea T'ling, huyện Cư Jút                                 | Đăk Nông          | 06/2017        | 20/04/2019     | [ 72 ]          | |
| Nhị Hà - Thuận Nam 13         | Cty TNHH Một thành viên Solar Power Ninh Thuận                                              | 40             | 50              | xã Nhị Hà, huyện Thuận Nam                                       | Ninh Thuận        | 05/2018        | 06/2019        | [ 73 ] [ 74 ]   | |
| CMX Renewable Energy Việt Nam | CMX Re Sunseap Việt Nam                                                                     | 143            | 168             | xã Mỹ Sơn, huyện Ninh Sơn                                        | Ninh Thuận        | 09/06/2018     | 18/06/2019     | [ 75 ] [ 76 ]   | JV: Sunseap, InfraCo Asia and CMX Renewable Energy Canada Inc |
| Thuận Nam 19                  | Tasco Energy                                                                                | 49             | 61.1            | xã Phước Minh, huyện Thuận Nam                                   | Ninh Thuận        | 01/04/2018     | 24/6/2019      | [ 77 ]          | EPC: Risen Energy. Risen nắm giữ 70% vốn |
| Ninh Phước 6.1, 6.2           | NITSA (Năng lượng tái tạo & Nông nghiệp Ninh Thuận)                                         | 49             | 58.3            | xã Phước Hữu, huyện Ninh Phước                                   | Ninh Thuận        | 12/06/2018     | 06/2019        | [ 78 ] [ 78 ]   | EPC: EVNPECC2 |
| Đầm Trà Ố                     | Cty CP năng lượng tái tạo Việt Nam                                                          | 41.7           |                 | xã Mỹ Châu, huyện Phù Mỹ                                         | Bình Định         |                | 18/12/2020     |                 | |
| Dohwa Lệ Thủy                 | Cty TNHH Năng lượng xanh Dohwa                                                              | 47.6           |                 | xã Ngư Thủy Bắc và Hưng Thủy, huyện Lệ Thủy                      | Quảng Bình        |                | 24/12/2020     |                 | |
| Cẩm Hưng                      | Cty TNHH Ga Power Solar Park Cẩm Xuyên                                                      | 23.2           |                 | xã Cẩm Hưng, huyện Cẩm Xuyên                                     | Hà Tĩnh           |                | 25/12/2020     |                 | |
| Cát Hiệp                      | Trường Thành (TTVN Group)                                                                   | 42             | 49.5            | làng Hội Vân, xã Cát Hiệp, huyện Phù Cát                         | Bình Định         | 29/10/2018     | 06/06/2019     | [ 79 ]          | EPC: Juwi. Liên doanh: Quadran International (thuộc sở hữu của Lucia Holding - Cộng hòa Pháp) |
| Hà Đô Ninh Phước              | Tập đoàn Hà Đô                                                                              | 40             | 50              | xã Phước Thái, huyện Ninh Phước                                  | Ninh Thuận        |                | 01/09/2020     | [ 80 ]          | |
| Phước Hữu - Vịnh Nha Trang    | Vịnh Nha Trang Investment JSC                                                               | 50             | 65              | xã Phước Hữu, huyện Ninh Phước                                   | Ninh Thuận        | 30/06/2018     | 20/06/2019     | [ 81 ] [ 82 ]   | Module: JA Solar, Inverter: SMA, Mounting: Schletter Solar Mounting Group, Transformers: Siemens |
| Sông Lũy 1                    | Quang điện Bình Thuận Investment JSC                                                        | 39             | 46.7            | xã Sông Luỹ, huyện Bắc Bình                                      | Bình Thuận        | 23/09/2018     | 05/2019        | [ 83 ]          | Design consultant Sigma Energy (Tây Ban Nha) – Tư vấn điện 4 (Việt Nam), Tư vấn giám sát Tractebel (Bỉ). Nhà cung cấp thiết bị là ABB (Thuỵ Điển), TMEIC (Nhật), JA Solar (Trung Quốc); Nhà thầu xây dựng lắp đặt PowerChina (Trung Quốc)-AIT (Việt Nam). Dự án còn được hỗ trợ tín dụng bởi ngân hàng SHB. |
| SP – Infra Ninh Thuận         | Surya Prakash Energy Ltd. Việt Nam                                                          | 43.9           |                 | xã Phước Vinh, huyện Ninh Phước                                  | Ninh Thuận        | 04/2018        | 09/2020        | [ 73 ]          | |
| Bầu Ngứ Lake                  | Trường Thành Investment and Construction JSC                                                | 37.4           | 45.8            | xã Phước Dinh, huyện Thuận Nam                                   | Ninh Thuận        | 31/03/2018     | 06/2019        | [ 84 ]          | OCA: máy biến áp |
| Gelex Ninh Thuận              | Gelex Ninh Thuận Energy JSC                                                                 | 42             | 50              | xã Phước Dinh, huyện Thuận Nam                                   | Ninh Thuận        | 04/06/2018     | 02/07/2019     | [ 85 ]          | |
| Xuân Thọ 1,2                  | Phú Khánh Solar JSC                                                                         | 92             | 100             | xã Xuân Thọ 1 và Xuân Thọ 2, thị xã Sông Cầu                     | Phú Yên           | 08/01/2019     | 27/06/2019     | [ 86 ]          | |
| BCG Băng Dương                | Bamboo Capital Group                                                                        | 34.3           | 40.6            | xã Thạnh An, huyện Thạnh Hóa                                     | Long An           | 16/09/2018     | 23/06/2019     | [ 87 ]          | |
| Cam Lâm VN                    | Cam Lâm Solar Ltd.                                                                          | 45             | 50              | xã Cam An Bắc, huyện Cam Lâm                                     | Khánh Hòa         |                | 25/06/2019     | [ 88 ]          | Equity: Golf Long Thành |
| KN Cam Lâm                    | Cam Lâm Solar Ltd.                                                                          | 45             | 50              | xã Cam An Bắc và Cam Phước Tây, huyện Cam Lâm                    | Khánh Hòa         |                | 25/06/2019     | [ 88 ]          | Equity: Golf Long Thành |
| Hòa Hội                       | B.Grimm Phú Yên + Công ty cổ phần Tập đoàn Trường Thành Việt Nam (TTVN)                     | 214.2          | 257             | xã Hòa Hội, huyện Phú Hòa                                        | Phú Yên           | 17/11/2018     | 10/06/2019     | [ 89 ] [ 90 ]   | |
| Trúc Sơn                      | Cty CP NMĐMT Trúc Sơn                                                                       | 36.5           | 44.4            | ấp 5, xã Trúc Sơn, huyện Cư Jút                                  | Đăk Nông          | 02/2018        | 14/06/2019     | [ 91 ] [ 92 ]   | |
| Phong Phú                     | Solarcom                                                                                    | 38             | 42              | xã Phong Phú, huyện Tuy Phong                                    | Bình Thuận        | 08/2018        | 27/04/2019     | [ 93 ]          | |
| BMT Krông Pắk                 | AMI and AC Energy                                                                           | 25             | 30              | xã Ea Phê, huyện Krông Pắk                                       | Đắk Lắk           | 10/2018        | 25/04/2019     | [ 94 ] [ 95 ]   | EPC general contractor unit: ERS Malaysia |
| Jang Pông                     | Công ty Cổ phần Đầu tư năng lượng Cao Nguyên                                                | 26.8           | 30              | xã Ea Huar, huyện Buôn Đôn                                       | Đắk Lắk           |                | 09/05/2019     | [ 96 ]          | Nhà máy được đầu nối vào lưới điện 35 kVA, sau khi đi vào vận hành phát điện thương mại sẽ cung cấp sản lượng điện 17,5 triệu kWh/năm. |
| Mộ Đức (ĐMT Đức Minh)         | Thiên Tân Group                                                                             | 17.6           |                 | xã Đức Minh, huyện Mộ Đức                                        | Quảng Ngãi        | 08/2015        | 26/04/2019     | [ 97 ]          | FTC Solar Tracking |
| Hàm Kiệm 1                    | Cty CP Đầu tư và Xây lắp điện số 8 Bình Thuận                                               | 38.8           |                 | Xã Hàm Kiệm, Huyện Hàm Thuận Nam                                 | Bình Thuận        |                | 2020           |                 | |
| Bình Nguyên                   | Trường Thành Quảng Ngãi                                                                     | 40.8           | 49.6            | thôn Nam Bình, xã Bình Nguyên, huyện Bình Sơn                    | Quảng Ngãi        | 20/09/2018     | 18/05/2019     | [ 98 ]          | Tổng thầu là Sharp Corporation (Nhật Bản) và Công ty CP Hawee Xây dựng và Công nghiệp (Việt Nam). Công ty CP Năng lượng và Công nghệ cao Trường Thành Quảng Ngãi được thành lập bởi liên doanh Tập đoàn Trường Thành Việt Nam và Sermsang Power Corporation (Vương quốc Thái Lan). |
| AMI Khánh Hòa                 | Cty CP Năng lượng AMI Khánh Hòa                                                             | 47.5           | 50              | xã Cam An Nam, huyện Cam Lâm                                     | Khánh Hòa         | 24/08/2018     | 30/05/2019     | [ 99 ]          | EPC general contractor unit: ERS Malaysia |
| KN Vạn Ninh                   | Cty TNHH Đầu Tư Và Phát Triển Điện Mặt Trời KN Vạn Ninh                                     | 83.5           | 100             | xã Vạn Hưng, huyện Vạn Ninh                                      | Khánh Hòa         |                | 07/12/2020     | [ 100 ]         | |
| Lộc Ninh 1                    | Cty CP Năng lượng Lộc Ninh                                                                  | 187.5          |                 | xã Lộc Tân, huyện Lộc Ninh                                       | Bình Phước        |                | 19/12/2020     |                 | |
| Lộc Ninh 2                    | Cty CP Năng lượng Lộc Ninh                                                                  | 187.5          |                 | xã Lộc Tân, huyện Lộc Ninh                                       | Bình Phước        |                | 19/12/2020     |                 | |
| Lộc Ninh 3                    | Cty CP Năng lượng Lộc Ninh                                                                  | 125            |                 | xã Lộc Tân, huyện Lộc Ninh                                       | Bình Phước        |                | 22/12/2020     |                 | |
| Lộc Ninh 4                    | Cty CP Năng lượng Lộc Ninh                                                                  | 163.2          |                 | xã Lộc Tân, huyện Lộc Ninh                                       | Bình Phước        |                | 21/12/2020     |                 | |
| Lộc Ninh 5                    | Cty CP Năng lượng Lộc Ninh                                                                  | 40             |                 | xã Lộc Tân, huyện Lộc Ninh                                       | Bình Phước        |                | 21/12/2020     |                 | |
| Long Sơn                      | CTy CP Năng lượng Long Sơn                                                                  | 140            |                 | xã Ninh Sơn, huyện Lộc Ninh                                      | Bình Phước        |                | 02/12/2020     |                 | |
| Mỹ Hiệp                       | Cty CP Năng lượng tái tạo Việt Nam                                                          | 40.8           | 50              | xã Mỹ Hiệp, huyện Phù Mỹ                                         | Bình Định         |                | 11/12/2020     | [ 101 ]         | |
| Phù Mỹ 1                      | Cty CP Phát triển tầm nhìn năng lượng sạch                                                  | 100            | 144             | xã Mỹ Thắng và Mỹ An, huyện Phù Mỹ                               | Bình Định         |                | 14/12/2020     |                 | |
| Phù Mỹ 2                      | Cty CP Phát triển tầm nhìn năng lượng sạch                                                  | 93.8           | 110             | xã Mỹ Thắng và Mỹ An, huyện Phù Mỹ                               | Bình Định         |                | 27/12/2020     |                 | |
| Phù Mỹ 3                      | Cty CP Phát triển tầm nhìn năng lượng sạch                                                  | 81.3           |                 | xã Mỹ Thắng và Mỹ An, huyện Phù Mỹ                               | Bình Định         |                | 18/12/2020     |                 | |
| Phước Ninh                    | Cty CP Công Nghiệp Năng Lượng Ninh Thuận                                                    | 36.9           | 45              | xã Phước Ninh và Phước Minh, huyện Thuận Nam                     | Ninh Thuận        |                | 12/06/2020     | [ 102 ]         | |
| Phước Thái 1                  | EVN                                                                                         | 42             | 50              | xã Phước Thái, huyện Ninh Phước                                  | Ninh Thuận        |                | 04/07/2020     | [ 103 ]         | |
| Sông Lũy 1                    | CTy CP Mặt trời đỏ Bình Thuận                                                               | 14             |                 | Xã Sông Lũy, Huyện Bắc Bình                                      | Bình Thuận        |                | 2020           |                 | |
| Sông Giang                    | Công ty Cổ phần Điện mặt trời Sông Giang                                                    | 45.9           | 50              | xã Cam Thịnh Đông và Cam Thịnh Tây, thành phố Cam Ranh           | Khánh Hòa         | 11/2018        | 08/05/2019     | [ 104 ]         | |
| Tân Châu 1                    | Cty CP Năng lượng Tân Châu                                                                  | 41.2           | 50              | xã Tân Thành, huyện Tân Châu                                     | Tây Ninh          |                | 24/09/2020     |                 | |
| Thác Mơ                       | Cty CP Thủy điện Thác Mơ                                                                    | 40.8           | 50              | phường Thác Mơ, thị xã Phước Long                                | Bình Phước        |                | 05/12/2020     | [ 105 ]         | |
| Thành Long Phú Yên            | Cty CP Điện mặt trời Thành Long Phú Yên                                                     | 43.8           | 50              | xã Sơn Thành Đông, huyện Tây Hòa                                 | Phú Yên           |                | 02/12/2020     | [ 106 ]         | |
| Thiên Tân 1.2                 | Cty CP Công nghiệp Năng lượng Ninh Thuận                                                    | 85.4           | 100             | xã Phước Hà, huyện Ninh Phước                                    | Ninh Thuận        |                | 31/12/2020     | [ 107 ]         | |
| Thiên Tân 1.3                 | Cty CP Công nghiệp Năng lượng Ninh Thuận                                                    | 41.3           | 50              | xã Phước Vinh, huyện Ninh Phước                                  | Ninh Thuận        |                | 28/12/2020     | [ 107 ]         | |
| Thiên Tân Solar               | Tập đoàn Thiên Tân                                                                          | 43             | 50              | xã Phước Trung, huyện Bác Ái                                     | Ninh Thuận        |                | 07/03/2020     |                 | |
| Thuận Nam Đức Long            | Cty CP Điện mặt trời DLG Ninh Thuận                                                         | 43             | 50              | xã Phước Minh, huyện Thuận Nam                                   | Ninh Thuận        |                | 24/12/2019     |                 | |
| Trung Nam Thuận Nam           | Cty TNHH điện mặt trời Trung Nam Thuận Nam                                                  | 450            | 630             | xã Phước Minh, huyện Thuận Nam                                   | Ninh Thuận        |                | 30/09/2020     | [ 108 ]         | |
| Trung Sơn                     | Cty CP Phát triển năng lượng Trung Sơn                                                      | 29.6           | 35              | xã Cam An Bắc, huyện Cam Lâm                                     | Khánh Hòa         |                | 20/12/2020     | [ 109 ]         | |
| Vĩnh Tân 2                    | EVNGENCO3                                                                                   | 39.2           |                 | Xã Vĩnh Tân, Huyện Tuy Phong                                     | Bình Thuận        |                | 22/06/2019     | [ 110 ]         | |
| VNECO                         | Cty TNHH MTV điện mặt trời Vneco - Vĩnh Long                                                | 43.7           | 50              | xã Trung Nghĩa, huyện Vũng Liêm                                  | Vĩnh Long         |                | 29/12/2020     | [ 111 ]         | |
| Xuân Thiện - Ea Súp 1         | Tập đoàn Xuân Thiện                                                                         | 100            |                 | xã Ia Lốp và Ia Rvê, huyện Ea Súp                                | Đăk Lăk           |                | 08/12/2020     | [ 112 ]         | |
| Xuân Thiện - Ea Súp 2         | Tập đoàn Xuân Thiện                                                                         | 100            |                 | xã Ia Lốp và Ia Rvê, huyện Ea Súp                                | Đăk Lăk           |                | 08/12/2020     | [ 112 ]         | |
| Xuân Thiện - Ea Súp 3         | Tập đoàn Xuân Thiện                                                                         | 100            |                 | xã Ia Lốp và Ia Rvê, huyện Ea Súp                                | Đăk Lăk           |                | 08/12/2020     | [ 112 ]         | |
| Xuân Thiện - Ea Súp 4         | Tập đoàn Xuân Thiện                                                                         | 150            |                 | xã Ia Lốp và Ia Rvê, huyện Ea Súp                                | Đăk Lăk           |                | 08/12/2020     | [ 112 ]         | |
| Xuân Thiện - Ea Súp 5         | Tập đoàn Xuân Thiện                                                                         | 150            |                 | xã Ia Lốp và Ia Rvê, huyện Ea Súp                                | Đăk Lăk           |                | 08/12/2020     | [ 112 ]         | |
| Chư Ngọc-EVNLICOGI 16         | Cty CP Đầu tư Năng lượng tái tạo LICOGI 16 Gia Lai                                          | 12.8           | 15              | Buôn B'Lang, xã Chư Ngọc, huyện Krong Pa                         | Gia Lai           | 01/2019        | 28/05/2019     | [ 113 ]         | |
| Vĩnh Hảo                      | Công ty Cổ phần điện mặt trời Vĩnh Hảo                                                      | 30             | 34.2            | Xã Vĩnh Hảo, huyện Tuy Phong                                     | Bình Thuận        |                | 16/05/2019     |                 | |
| Vĩnh Hảo 4                    | Cty Bất động sản Quỳnh Quang                                                                | 36.8           | 39              | Xã Vĩnh Hảo, huyện Tuy Phong                                     | Bình Thuận        |                | 28/05/2019     |                 | |
| Vĩnh Hảo 6                    | CTy CP Năng lượng Vĩnh Hảo 6                                                                | 44.6           | 50              | xã Vĩnh Hảo, huyện Tuy Phong                                     | Bình Thuận        | 25/10/2018     | 18/06/2019     | [ 114 ] [ 115 ] | |
| Văn Giáo 2                    | Cty CP nhà máy năng lượng mặt trời Văn Giáo                                                 | 40             | 50              | xã An Cư, huyện Tịnh Biên                                        | An Giang          |                | 16/06/2019     |                 | TrinaSolar. trạm nâng áp 0,38/22kV, cáp trung áp 22kV và đường công tác tới từng mảng pin mặt trời; khu vực nhà điều hành; khu vực phân phối 22kV, trạm nâng áp 22/110kV. tuyến đường dây 110 kV nhà máy điện mặt trời Văn Giáo - Tịnh Biên đấu nối với nhà máy điện mặt trời Văn Giáo 2 vào Trạm biến áp 110 kV Tịnh Biên. Powerchina Zhongnan Corporation Limited (Trung Quốc) làm tổng thầu EPC |
| Văn Giáo 1                    | Cty CP nhà máy năng lượng mặt trời Văn Giáo                                                 | 40             | 50              | xã An Cư, huyện Tịnh Biên                                        | An Giang          |                | 17/06/2019     |                 | TrinaSolar. trạm nâng áp 0,38/22kV, cáp trung áp 22kV và đường công tác tới từng mảng pin mặt trời; khu vực nhà điều hành; khu vực phân phối 22kV, trạm nâng áp 22/110kV. tuyến đường dây 110 kV nhà máy điện mặt trời Văn Giáo - Tịnh Biên đấu nối với nhà máy điện mặt trời Văn Giáo 2 vào Trạm biến áp 110 kV Tịnh Biên. Powerchina Zhongnan Corporation Limited (Trung Quốc) làm tổng thầu EPC |
| Solar Park 01                 | Cty TNHH Hoàn Cầu Long An                                                                   | 40.8           | 50              | ấp 3, xã Bình Hòa Nam, huyện Đức Huệ                             | Long An           |                | 18/06/2019     |                 | |
| Solar Park 02                 | Cty CP Vietnamsolar                                                                         | 40.8           | 50              | ấp 3, xã Bình Hòa Nam, huyện Đức Huệ                             | Long An           |                | 19/06/2019     |                 | |
| Cẩm Hòa                       | Cty CP Tập đoàn Hoành Sơn                                                                   | 43.8           | 50              | xã Cẩm Hòa, huyện Cẩm Xuyên                                      | Hà Tĩnh           | 15/01/2019     | 01/07/2019     | [ 116 ]         | Đây là nhà máy điện sử dụng năng lượng mặt trời, công nghệ hiện đại, do Công ty Eab New Energy (CHLB Đức) cung cấp thiết bị và Công ty TNHH Tư vấn điện Solakey (Tây Ban Nha) làm tư vấn kỹ thuật trong quá trình thi công lắp đặt, vận hành.. diện tích 60ha, đóng 28.000 cọc bê tông, lắp đặt 152.670 tấm pin mặt trời và giá đỡ; hoàn thành hệ thống đường dây điện dài 17 km, lắp đặt 224 tủ gom công suất, 14 bộ biến tần và 7 máy biến áp nâng hiệu điện thế phù hợp trước khi hòa vào lưới điện quốc gia |
| Eco Seido Tuy Phong           | Cty TNHH Năng lượng Xanh                                                                    | 40             | 51              | xã Phong Phú và xã Phú Lạc, huyện Tuy Phong                      | Bình Thuận        | 28/03/2018     | 12/06/2019     | [ 117 ]         | |
| Đức Huệ 1                     | GEG/TTC                                                                                     | 40.8           | 49              | xã Mỹ Thạnh Bắc, huyện Đức Huệ                                   | Long An           | 31/08/2018     | 2020           |                 | |
| Trung Nam Ninh Thuận          | Cty CP Trung Nam                                                                            | 204            | 258             | xã Bắc Phong và Lợi Hải, huyện Thuận Bắc                         | Ninh Thuận        | 07/07/2018     | 13/04/2019     |                 | |
| Đá Bạc                        | Cty CP Đông Á                                                                               | 48             | 61              | xã Đá Bạc, huyện Châu Đức                                        | Bà Rịa - Vũng Tàu | 12/2018        | 14/05/2019     |                 | |
| Đá Bạc 2                      | Cty TNHH Tài Tiến                                                                           | 48             | 61              | xã Đá Bạc, huyện Châu Đức                                        | Bà Rịa - Vũng Tàu | 12/2018        | 01/05/2019     |                 | |
| Đá Bạc 3                      | TNHH Green HC                                                                               | 42             | 50              | xã Đá Bạc, huyện Châu Đức                                        | Bà Rịa - Vũng Tàu | 12/2018        | 8/05/2019      |                 | |
| Đá Bạc 4                      | Công ty CP Đông Á Châu Đức                                                                  | 42             | 50              | xã Đá Bạc, huyện Châu Đức                                        | Bà Rịa - Vũng Tàu | 12/2018        | 11/06/2019     |                 | |
| Dầu Tiếng 1, 2                | B. Grimm Power + Xuân Cầu                                                                   | 350            | 420             | huyện Dương Minh Châu và Tân Châu                                | Tây Ninh          | 23/06/2018     | 2019           |                 | |
| Dầu Tiếng 3                   | B. Grimm Power + Xuân Cầu                                                                   | 150            | 180             | huyện Dương Minh Châu và Tân Châu                                | Tây Ninh          | 23/06/2018     | 2019           |                 | |
| VSP Bình Thuận II             | VSP Bình Thuận JSC                                                                          | 26.5           | 33.1            | xã Vĩnh Hảo, huyện Tuy Phong                                     | Bình Thuận        |                | 2019           |                 | |
| Bình Hòa                      | Cty TNHH MTV Năng lượng Thái Bình Dương Việt Nam                                            | 10             | 12              | xã Bình Hòa, huyện Châu Thành                                    | An Giang          |                | 22/06/2019     |                 | |
| Điện lực miền Trung           | EVNCPC                                                                                      | 50             |                 | xã Cam An Bắc, huyện Cam Lâm                                     | Khánh Hòa         |                | 14/06/2019     |                 | |
| Hàm Kiệm                      | Cty CP Điện mặt trời Trường Thành Bình Thuận                                                | 45             | 49              | xã Hàm Kiệm, huyện Hàm Thuận Nam                                 | Bình Thuận        |                | 16/05/2019     |                 | |
| KCN Châu Đức                  | Cty TNHH SH SOLAR FARM VINA (SOOSAN GROUP)                                                  | 58             | 70              | xã Nghĩa Thành, huyện Châu Đức                                   | Bà Rịa - Vũng Tàu |                | 29/05/2019     |                 | |
| Thuận Minh 2                  | Cty CP Xây dựng Trường Thành                                                                | 42.5           | 50              | xã Thuận Minh, huyện Hàm Thuận                                   | Bình Thuận        |                | 20/06/2019     |                 | |
| Thịnh Long - AAA Phú Yên      | Cty CP Điện mặt trời Thịnh Long Phú Yên                                                     | 43.8           | 50              | xã Sơn Thành Đông, huyện Tây Hòa                                 | Phú Yên           |                | 22/06/2019     |                 | |
| Tuấn Ân                       | Cty CP Điện mặt trời Tuấn Ân                                                                | 10             | 11.7            | xã Cam Thịnh Tây, thành phố Cam Ranh                             | Khánh Hòa         |                | 01/06/2019     |                 | |
| Phong Điền 2                  | Cty CP Đoàn Sơn Thủy                                                                        | 44             | 50              | xã Phong Chương, huyện Phong Điền                                | Thừa Thiên Huế    |                | 10/12/2020     | [ 118 ]         | |
| FUJIWARA Bình Định            | Cty TNHH FUJIWARA Bình Định                                                                 | 40             | 50              | khu kinh tế Nhơn Hội, thành phố Quy Nhơn                         | Bình Định         | 04/2018        | 20/06/2019     | [ 119 ]         | |
| Mỹ Sơn                        | Cty CP Điện mặt trời Mỹ Sơn 1                                                               | 50             | 62              | xã Mỹ Sơn, huyện Ninh Sơn                                        | Ninh Thuận        | 27/06/2019     | 2020           | [ 120 ]         | |
| Mỹ Sơn 2                      | Cty CP Điện mặt trời Mỹ Sơn 2                                                               | 40             | 50              | xã Mỹ Sơn, huyện Ninh Sơn                                        | Ninh Thuận        | 27/06/2019     | 2020           | [ 120 ]         | |
| Sinenergy Ninh Thuận 1        | Sinenergy Holdings Singapore                                                                | 42.5           | 50              | xã Phước Hữu, huyện Ninh Phước                                   | Ninh Thuận        | 10/12/2018     | 16/10/2019     |                 | |
| Hacom Solar                   | Hacom Holdings                                                                              | 40.8           | 50              | xã Phước Minh, huyện Thuận Nam                                   | Ninh Thuận        | 08/04/2019     | 31/10/2019     |                 | |
| Tuy Phong                     | Cty TNHH Power Plus Việt Nam                                                                | 30             | 39              | xã Vĩnh Hảo, huyện Tuy Phong                                     | Bình Thuận        | 19/09/2018     | 25/06/2019     |                 | |
| EuroPlast Long An             | Cty CP EuroPlast Long An                                                                    | 40.8           | 50              | xã Mỹ Thạnh Bắc, huyện Đức Huệ                                   | Long An           | 21/09/2018     | 30/05/2019     |                 | |
| EuroPlast Phú Yên             | CTy CP EuroPlast Phú Yên                                                                    | 44.7           | 50              | xã Sơn Thành Đông, huyện Tây Hòa                                 | Phú Yên           | 11/2018        | 21/06/2019     |                 | |
| Solar Park 03                 | Cty CP Long An Solar Park                                                                   | 40.8           | 50              | xã Bình Hòa Nam, huyện Đức Huệ                                   | Long An           |                | 07/2020        |                 | |
| Solar Park 04                 | Cty CP SOLAR ENERGY LA                                                                      | 40.8           | 50              | xã Bình Hòa Nam, huyện Đức Huệ                                   | Long An           |                | 07/2020        |                 | |
| Bách Khoa Á Châu 1            | Cry CP Tây Ninh Bách Khoa Á Châu                                                            | 25             | 30              | xã Suối Dây, huyện Tân Châu                                      | Tây Ninh          |                | 13/05/2019     |                 | |
| Trí Việt 1                    | Cty CP Trí Việt Tây Ninh                                                                    | 24.2           | 30              | xã Suối Dây, huyện Tân Châu                                      |                   |                | 20/05/2019     |                 | |
| HCG                           | Cty TNHH Quản lý và Đầu tư tín thác Hoàng Thái Gia + Cty cổ phần điện mặt trời HCG Tây Ninh | 40             | 50              | xã Tiến Thuận và Lợi Thuận, huyện Bến Cầu                        | Tây Ninh          | 11/2018        | 23/05/2019     |                 | |
| HTG                           | Cty TNHH Quản lý và Đầu tư tín thác Hoàng Thái Gia + Cty cổ phần điện mặt trời HCG Tây Ninh | 40             | 50              | xã Tiến Thuận và Lợi Thuận, huyện Bến Cầu                        | Tây Ninh          | 11/2018        | 23/05/2019     |                 | |
| Phan Lâm 1                    | Cty CP Năng lượng xanh Nam Việt                                                             | 30             | 36.7            | xã Phan Lâm, huyện Bắc Bình                                      | Bình Thuận        | 11/01/2019     | 17/06/2019     |                 | |
| Phan Lâm 2                    | Cty CP Năng lượng Phan Lâm                                                                  | 40.9           | 49              | xã Phan Lâm, huyện Bắc Bình                                      | Bình Thuận        | 10/2018        | 12/14/2020     |                 | |
| Gio Thành 1, 2                | Cry CP Năng lượng Gio Thành + Cty CP Seco                                                   | 83.5           | 100             | xã Gio Thành và Gio Hải, huyện Gio Linh                          | Quảng Trị         | 26/06/2019     | 28/11/2020     |                 | |
| Thuận Nam 12                  | Cty CP Điện mặt trời Thành Vinh                                                             | 44.1           | 50              | xã Phước Hà, huyện Thuận Nam                                     | Ninh Thuận        |                | 07/08/2020     |                 | |
| Hồ Núi Một                    | Cty CP Đầu tư và xây lắp Trường Thành                                                       | 42.5           | 71              | xã Phước Dinh, huyện Thuận Nam                                   | Ninh Thuận        |                | 05/12/2020     |                 | |
| Trung Nam Trà Vinh            | Trung Nam Tra Vinh Solar Power                                                              | 140.8          | 165             | xã Dân Thành, thị xã Duyên Hải, tỉnh Trà Vinh                    | Trà Vinh          | 19/01/2019     | 20/06/2019     |                 | |
| Bình An                       | Cty TNHH Năng lượng Everich Bình Thuận                                                      | 42.5           | 50              | xã Bình An, huyện Bắc Bình                                       | Bình Thuận        |                | 19/06/2019     |                 | |
| Sê San 4                      | EVN                                                                                         | 40.6           | 49              | xã Ia Tơi, huyện Ia H'Drai                                       | Kon Tum           |                | 01/12/2019     |                 | |
| Bầu Zôn                       | Cty CP Kỹ thuật Công nghiệp Á Châu                                                          | 20             | 25              | xã Phước Hữu, huyện Ninh Phước                                   | Ninh Thuận        |                | 05/08/2020     |                 | |
| Nhơn Hải                      | Cty CP Đầu Tư Năng Lượng Tái Tạo Licogi 16                                                  | 28             | 35              | xã Nhơn Hải, huyện Ninh Hải                                      | Ninh Thuận        | 07/2019        | 27/06/2020     |                 | |
| GAIA                          | Cty CP Năng lượng HANWHA - BCG Băng Dương                                                   | 75             |                 | Xã Thạnh An, Huyện Thạnh Hóa                                     | Long An           |                | 2019           |                 | |
| Hồng Phong 5.2                | Cty CP Năng lượng Thiên Niên Kỷ                                                             | 40.2           | 48              | xã Hồng Phong, huyện Bắc Bình                                    | Bình Thuận        |                | 26/12/2020     |                 | |
| Phước Hữu - Điện lực 1        | Cty CP Năng lượng Phước Hữu                                                                 | 28.1           | 30.2            | xã Phước Hữu, huyện Ninh Phước                                   | Ninh Thuận        | 07/2018        | 09/05/2019     |                 | |
| Mỹ Sơn - Hoàn Lộc Việt        | Cty CP Điện mặt trời Mỹ Sơn Hoàn Lộc Việt                                                   | 41.2           | 50              | xã Mỹ Sơn, huyện Ninh Sơn                                        | Ninh Thuận        | 01/07/2018     | 13/06/2019     |                 | |
| Adani Phước Minh              | Cty TNHH Điện mặt trời Adani Phước Minh                                                     | 38.6           | 50              | xã Phước Ninh và Phước Minh, huyện Thuận Nam                     | Ninh Thuận        | 01/10/2018     | 01/12/2019     |                 | |
| Xuân Thiện Thuận Bắc 1        | Cry CP Xuân Thiện Ninh Thuận                                                                | 125            |                 | xã Bắc Phong, huyện Thuận Bắc                                    | Ninh Thuận        | 01/09/2018     | 02/04/2020     |                 | |
| Xuân Thiện Thuận Bắc 2        | Cty CP Xuân Thiện Ninh Thuận                                                                | 75             |                 | xã Bắc Phong, huyện Thuận Bắc                                    | Ninh Thuận        | 01/09/2018     | 31/03/2020     |                 | |
| Hồ Gia Hoét 1                 | Cty TNHH Đầu tư năng lượng tự nhiên DTD                                                     | 29.9           | 35              | Hồ Gia Hoét, huyện Châu Đức                                      | Bà Rịa - Vũng Tàu |                | 10/12/2020     | [ 121 ]         | |
| Hồ Tầm Bó                     | Tập đoàn TOJI                                                                               | 29.9           | 35              | Hồ Tầm Bó, huyện Châu Đức                                        | Bà Rịa - Vũng Tàu |                | 10/12/2020     | [ 122 ]         | |
| Sơn Mỹ 3.1                    | Cty CP Năng lượng tái tạo Sơn Mỹ                                                            | 43             | 50              | xã Sơn Mỹ, huyện Hàm Tân                                         | Bình Thuận        |                | 05/12/2019     | [ 123 ]         | |

### Đang xây dựng
| Nhà máy | Chủ đầu tư/chủ sở hữu | Công suất (MW) | Vị trí | Tỉnh | Ngày khởi công | Ngày đóng lưới | Nguồn | Ghi chú |
| ------- | --------------------- | -------------- | ------ | ---- | -------------- | -------------- | ----- | ------- |

### Đang chuẩn bị
| Nhà máy                    | Chủ đầu tư/chủ sở hữu | Công suất (MW) | Công suất (MWp) | Vị trí                                        | Tỉnh           | Ngày khởi công | Ngày đóng lưới | Nguồn | Ghi chú |
| -------------------------- | --------------------- | -------------- | --------------- | --------------------------------------------- | -------------- | -------------- | -------------- | ----- | ------- |
| Ngọc Lặc                   |                       | 36             |                 | xã Kiên Thọ, huyện Ngọc Lặc, tỉnh Thanh Hóa   | Thanh Hóa      |                |                |       |         |
| Phước Trung                |                       | 40             | 50              | Ninh Thuận                                    | Ninh Thuận     |                |                |       |         |
| An Cư                      |                       | 40             | 50              | An Giang                                      | An Giang       |                |                |       |         |
| Phong Hòa                  |                       | 40             | 50              | Thừa Thiên Huế                                | Thừa Thiên Huế |                |                |       |         |
| Ia Rsươm - Bitexco - To Na | Bitexco Group         | 12             | 15              | Gia Lai                                       | Gia Lai        |                |                |       |         |
| MT1, MT2                   |                       | 48             | 60              | xã Lộc Thạnh, huyện Lộc Ninh, tỉnh Bình Phước | Bình Phước     |                |                |       |         |
| Lộc Thạch 1-1              |                       | 40             | 50              | xã Lộc Thạnh, huyện Lộc Ninh, tỉnh Bình Phước | Bình Phước     |                |                |       |         |
| TTC Đức Huệ 2              |                       | 40             | 49              | huyện Đức Huệ, tỉnh Long An                   | Long An        |                |                |       |         |

## Nhà máy điện gió
Nguồn: Tham khảo từ DEVI Renewable Energies , cập nhật từ các thông cáo báo chí. 
Ghi chú: định dạng cho Ngày khởi công + Ngày đóng lưới: ngày/tháng/năm

### Vận hành
| Nhà máy                          | Chủ đầu tư/chủ sở hữu                               | Công suất (MW) | Vị trí                                     | Tỉnh       | Ngày khởi công | Ngày đóng lưới | Nguồn           | Ghi chú                                                                  |
| -------------------------------- | --------------------------------------------------- | -------------- | ------------------------------------------ | ---------- | -------------- | -------------- | --------------- | ------------------------------------------------------------------------ |
| Tuy Phong GĐ 1                   | REVN - Vietnam Renewable Energy JSC                 | 30             | huyện Tuy Phong                            | Bình Thuận | 2008           | 05/2011        | [ 124 ]         | LM Glassfiber                                                            |
| Phú Lạc                          | EVN - Phong điện Thuận Bình                         | 24             | xã Phú Lạc, huyện Tuy Phong                | Bình Thuận | 27/07/2015     | 19/09/2016     |                 | funded by KfW, 12x2MW Vestas turbines                                    |
| Mũi Dinh                         | EAB - Germany                                       | 37.6           | xã Phước Dinh, huyện Thuận Nam             | Ninh Thuận | 08/2016        | 01/2019        | [ 125 ]         | Enercon turbines E-103 EP02 2.35MW. First turbine erected in August/2018 |
| Đông Hải 1                       | Công ty CP Năng lượng Bắc Phương                    | 50             | xã Long Điền Đông, huyện Đông Hải          | Bạc Liêu   | 16/04/2019     | 10/2020        | [ 126 ]         | Điện gió gần bờ                                                          |
| Phú Quý                          | PV Power                                            | 6              | huyện đảo Phú Quý                          | Bình Thuận | 26/11/2010     | 12/2012        | [ 127 ]         | Vestas turbines 3x2MW                                                    |
| Bạc Liêu (GĐ I, II)              | Công Lý Construction-Trade-Tourism Ltd.             | 99.2           | xã Vĩnh Trạch Đông, thành phố Bạc Liêu     | Bạc Liêu   | 09/2010        | 01/2016        | [ 128 ]         | 62 x 16 GE (1.6-82.5) turbines, điện gió gần bờ                          |
| Đầm Nại GĐ I                     | Blue Circle +TSV Vietnam                            | 7.8            | xã Bắc Sơn, huyện Thuận Bắc                | Ninh Thuận | 01/04/2017     | 22/09/2017     | [ 129 ]         | 16x 2,625 MW Gamesa turbines. gđ 1: TC 22kV trạm Ninh Hải                |
| Đầm Nại GĐ II                    | Blue Circle +TSV Vietnam                            | 30             | xã Bắc Sơn, huyện Thuận Bắc                | Ninh Thuận | 20/01/2018     | 08/09/2018     | [ 130 ] [ 131 ] | gđ 2: transit 110kV Tháp Chàm - Ninh Hải (AC300, 0,9 km)                 |
| Hướng Linh 1                     | Tân Hoàn Cầu Group                                  | 30             | huyện Hướng Hóa                            | Quảng Trị  |                | 14/03/2020     | [ 132 ]         |                                                                          |
| Hướng Linh 2                     | Tân Hoàn Cầu Group                                  | 30             | huyện Hướng Hóa                            | Quảng Trị  |                | 30/04/2017     | [ 133 ]         | 15x2 MW Vestas turbines                                                  |
| Trung Nam Ninh Thuận GĐ 1        | Công ty CP Điện Gió Trung Nam (Trungnam Wind Power) | 39.95          | xã Lợi Hải và Bắc Phong, huyện Thuận Bắc   | Ninh Thuận | 26/08/2016     | 27/04/2019     | [ 134 ] [ 135 ] | ENERCON turbines, Siemens Inverter                                       |
| Trung Nam Ninh Thuận GĐ 2        | Công ty CP Điện Gió Trung Nam (Trungnam Wind Power) | 64             | xã Lợi Hải và Bắc Phong, huyện Thuận Bắc   | Ninh Thuận |                | 04/2020        | [ 136 ]         |                                                                          |
| Trung Nam Ninh Thuận GĐ 3        | Công ty CP Điện Gió Trung Nam (Trungnam Wind Power) | 48             | xã Lợi Hải và Bắc Phong, huyện Thuận Bắc   | Ninh Thuận |                | 04/2021        | [ 136 ]         |                                                                          |
| Đại Phong                        | CTy CP Đầu tư Phát triển Đại Phong                  | 40             | xã Thiện Nghiệp, thành phố Phan Thiết      | Bình Thuận |                | 23/07/2020     |                 |                                                                          |
| HBRE Tây Nguyên giai đoạn 1      | Công ty Giải pháp năng lượng gió HBRE               | 28.8           | huyện Ea H'Leo                             | Đăk Lăk    |                | 31/12/2019     |                 |                                                                          |
| Phương Mai 3                     | Công ty CP Phong điện Miền Trung                    | 20.8           | thành phố Quy Nhơn                         | Bình Định  |                | 01/10/2020     | [ 137 ]         |                                                                          |
| BT 1                             | Công ty Cổ phần Điện gió BT1                        | 109.2          | Xã Gia Ninh, Huyện Quảng Ninh              | Quảng Bình |                | 16/10/2021     | [ 138 ]         | 26 tuabin V15 vestas                                                     |
| BT 2                             | Công ty Cổ phần Điện gió BT2                        | 142.8          | Xã Ngư Thủy Bắc, Huyện Lệ Thủy, Quảng Bình | Quảng Bình |                | 16/10/2021     | [ 138 ]         | 34 tuabin                                                                |
| AMACCAO Quảng Trị 1              | Công ty Cổ phần Điện gió Khe Sanh                   | 49.2           | Thị trấn Khe Sanh, Huyện Hướng Hóa         | Quảng Trị  |                | 2021           |                 |                                                                          |
| Hướng Phùng 2                    | Cty TNHH Điện gió Hướng Phùng                       | 20             | Xã Hướng Phùng, Huyện Hướng Hóa            | Quảng Trị  |                | 2021           |                 |                                                                          |
| Hướng Phùng 3                    | Cty TNHH Điện gió Hướng Phùng                       | 29.4           | Xã Hướng Phùng, Huyện Hướng Hóa            | Quảng Trị  |                | 2021           |                 |                                                                          |
| Tân Linh                         | Công ty Cổ phần Điện gió Tân Linh                   | 46.2           | Xã Hướng Linh, Huyện Hướng Hóa             | Quảng Trị  |                | 2021           |                 |                                                                          |
| Hướng Tân                        | Công ty Cổ phần Điện gió Hướng Tân                  | 46.2           | Xã Hướng Tân, Huyện Hướng Hóa              | Quảng Trị  |                | 2021           |                 |                                                                          |
| Liên Lập                         | CTCP Điện gió Liên Lập                              | 48             | Xã Tân Lập, Huyện Hướng Hóa                | Quảng Trị  |                | 2021           |                 | Tuabin Vestas                                                            |
| Hoàng Hải                        | Công ty TNHH MTV ĐT Năng lượng Hoàng Hải Quảng Trị  | 49.6           | Xã Húc, Huyện Hướng Hóa                    | Quảng Trị  |                | 2021           |                 |                                                                          |
| Hướng Linh 7                     | Công ty Cổ phần Điện gió Hướng Linh 7               | 29.4           | Xã Hướng Linh, Huyện Hướng Hóa             | Quảng Trị  |                | 2021           |                 |                                                                          |
| Hướng Linh 8                     | Công ty Cổ phần Điện gió Hướng Linh 8               | 25.2           | Xã Hướng Linh, Huyện Hướng Hóa             | Quảng Trị  |                | 2021           |                 |                                                                          |
| Phong Huy                        | Cty CP Điện gió Phong Huy                           | 48             | Xã Hướng Phùng, Huyện Hướng Hóa            | Quảng Trị  |                | 2021           |                 | 12 tuabin Vestas 4 MW                                                    |
| Phong Liệu                       | Cty CP Điện gió Phong Liệu                          | 48             | Xã Hướng Phùng, Huyện Hướng Hóa            | Quảng Trị  |                | 2021           |                 | 12 tuabin Vestas 4 MW                                                    |
| Phong Nguyên                     | Cty CP Điện gió Phong Nguyên                        | 48             | Xã Hướng Phùng, Huyện Hướng Hóa            | Quảng Trị  |                | 2021           |                 | 12 tuabin Vestas 4 MW                                                    |
| Tài Tâm                          | Công ty TNHH MTV ĐT Năng lượng Tài Tâm Quảng Trị    | 48             | Xã Hướng Phùng, Huyện Hướng Hóa            | Quảng Trị  |                | 2021           |                 |                                                                          |
| Gelex 1                          | Cty CP Năng lượng Gelex Quảng Trị                   | 29.4           | Xã Hướng Hiệp, Huyện Đa Krông              | Quảng Trị  |                | 10/2021        | [ 139 ]         | Tuabin ENERCON E138-EP3 E2                                               |
| Gelex 2                          | Cty CP Năng lượng Gelex Quảng Trị                   | 29.4           | Xã Hướng Hiệp, Huyện Đa Krông              | Quảng Trị  |                | 10/2021        | [ 139 ]         | Tuabin ENERCON E138-EP3 E2                                               |
| Gelex 3                          | Cty CP Năng lượng Gelex Quảng Trị                   | 29.4           | Xã Hướng Hiệp, Huyện Đa Krông              | Quảng Trị  |                | 10/2021        | [ 139 ]         | Tuabin ENERCON E138-EP3 E2                                               |
| Hướng Hiệp 1                     | Cty CP Điện gió Hướng Hiệp 1                        | 4.5            | Xã Hướng Hiệp, Huyện Đa Krông              | Quảng Trị  |                | 2021           |                 |                                                                          |
| Nhơn Hội                         | Cty CP Năng lượng FICO Bình Định                    | 50             | Xã Nhơn Hội, Thành phố Qui Nhơn            | Bình Định  |                | 2021           |                 |                                                                          |
| Phương Mai 1                     | Cty CP Phong điện Phương Mai                        | 26.4           | Xã Nhơn Hội, Thành phố Qui Nhơn            | Bình Định  |                | 12/10/2021     | [ 140 ]         |                                                                          |
| Hanbaram                         | Công ty Cổ phần Điện gió Hanbaram                   | 36             | Xã Tân Hải, Huyện Ninh Hải                 | Ninh Thuận |                | 2021           |                 |                                                                          |
| Phước Hữu - Duyên Hải 1          | Công ty TNHH Điện gió Phước Hữu – Duyên Hải 1       | 30             | Xã Phước Hữu, Huyện Ninh Phước             | Ninh Thuận |                | 2021           |                 |                                                                          |
| Chính Thắng                      | Cty TNHH Điện gió Chính Thắng                       | 49.8           | Thị trấn Phước Dân, Huyện Ninh Phước       | Ninh Thuận |                | 2021           |                 |                                                                          |
| Số 5 Ninh Thuận                  | Công ty Cổ phần Điện gió Phước Hữu Trung Nam        | 46.2           | Xã Phước Hữu, Huyện Ninh Phước             | Ninh Thuận |                | 2021           | [ 141 ]         |                                                                          |
| Lợi Hải 2                        | Cty CP Phong điện Thuận Bình                        | 28.8           | Xã Lợi Hải, Huyện Thuận Bắc                | Ninh Thuận |                | 2021           |                 |                                                                          |
| 7A                               | Cty TNHH MTV Điện gió Hà Đô Thuận Nam               | 50             | Xã Phước Minh, Huyện Thuận Nam             | Ninh Thuận |                | 2021           |                 |                                                                          |
| Phước Minh                       | Cty TNHH Điện gió Adani Phước Minh                  | 27.2           | Xã Phước Minh, Huyện Thuận Nam             | Ninh Thuận |                | 2021           |                 |                                                                          |
| BIM                              | Cty CP Điện gió BIM                                 | 88             | Xã Phước Diêm, Huyện Thuận Nam             | Ninh Thuận |                | 2021           |                 |                                                                          |
| Phú Lạc GĐ 2                     | Thuan Binh Wind Power JSC (EVN)                     | 25.2           | Xã Phú Lạc, Huyện Tuy Phong                | Bình Thuận |                | 2021           |                 |                                                                          |
| Hồng Phong 1                     | Công ty Cổ phần điện gió Hồng Phong 1               | 40             | Xã Hồng Phong, Huyện Bắc Bình              | Bình Thuận |                | 2021           |                 |                                                                          |
| Thái Hòa                         | Công ty Cổ phần Năng lượng PACIFIC - Bình Thuận     | 90             | Xã Hòa Thắng, Huyện Bắc Bình               | Bình Thuận |                | 2021           | [ 142 ]         |                                                                          |
| Thuận Nhiên Phong                | Công ty TNHH Điện gió Thuận Nhiên Phong             | 30.4           | Xã Hòa Thắng, Huyện Bắc Bình               | Bình Thuận |                | 2021           |                 |                                                                          |
| Hàm Cường 2                      | Công ty cổ phần Đầu tư HD                           | 20             | Xã Hàm Cường, Huyện Hàm Thuận Nam          | Bình Thuận |                | 2021           |                 |                                                                          |
| Tân Tấn Nhật - Đăk Glei          | Cty CP Tân Tấn Nhật                                 | 2.5            | Thị trấn Đắk Glei, Huyện Đắk Glei          | Kon Tum    |                | 2021           |                 |                                                                          |
| Cửu An                           | Công ty Cổ phần Điện gió Cửu An                     | 46.2           | Xã Cửu An, Thị xã An Khê                   | Gia Lai    |                | 2021           |                 |                                                                          |
| Ia Pech                          | Công ty Cổ phần Đầu tư Năng lượng Điện xanh Gia Lai | 16.5           | Xã Ia Pết, Huyện Đăk Đoa                   | Gia Lai    |                | 2021           |                 |                                                                          |
| Ia Pết Đắk Đoa 1                 | Công ty Cổ phần Phong Điện Ia Pết Đak Đoa Số Một    | 100            | Xã Ia Pết, Huyện Đăk Đoa                   | Gia Lai    |                | 2021           | [ 143 ]         |                                                                          |
| Ia Pết Đắk Đoa 2                 | Công ty Cổ phần Phong Điện Ia Pết Đak Đoa Số Hai    | 100            | Xã Ia Pết, Huyện Đăk Đoa                   | Gia Lai    |                | 2021           |                 |                                                                          |
| Hưng Hải Gia Lai                 | Công ty CP Đầu tư và Phát triển Phong Điện Gia Lai  | 4              | Thị trấn Kông Chro, Huyện Kông Chro        | Gia Lai    |                | 2021           | [ 144 ]         |                                                                          |
| Chơ Long                         | Công ty Cổ phần Phong Điện Chơ Long                 | 49.5           | Xã Chơ Long, Huyện Kông Chro               | Gia Lai    |                | 2021           |                 |                                                                          |
| HBRE Chư Prông                   | Cty CP Phong điện HBRE Gia Lai                      | 50             | Xã Ia Phìn, Huyện Chư Prông                | Gia Lai    |                | 29/10/2021     |                 |                                                                          |
| Ia Bang 1                        | Cty CP Điện gió Ia Bang                             | 50             | Xã Ia Bang, Huyện Chư Prông                | Gia Lai    |                | 2021           |                 |                                                                          |
| Ia Le 1                          | Cty CP Đầu tư và Phát triển điện gió Cao Nguyên 1   | 51.2           | Xã Ia Le, Huyện Chư Pưh                    | Gia Lai    |                | 2021           |                 |                                                                          |
| Nhơn Hòa 1                       | Cty CP Điện gió Nhơn Hòa 1                          | 50             | Thị trấn Nhơn Hoà, Huyện Chư Pưh           | Gia Lai    |                | 2021           |                 |                                                                          |
| Nhơn Hòa 2                       | Cty CP Điện gió Nhơn Hòa 2                          | 50             | Thị trấn Nhơn Hoà, Huyện Chư Pưh           | Gia Lai    |                | 2021           |                 |                                                                          |
| Ea Nam (HBRE Tây Nguyên phase 2) | Công ty Cổ phần điện gió Trung Nam Đắk Lắk 1        | 400            | Xã Dliê Yang, Huyện Ea H'leo               | Đắk Lắk    |                | 2021           |                 |                                                                          |
| Nam Bình 1                       | Công ty cổ phần điện gió Nam Bình                   | 29.7           | Thị trấn Đức An, Huyện Đắk Song            | Đắk Nông   |                | 2021           |                 |                                                                          |
| Đăk Hòa                          | Cty TNHH Điện gió Quang Minh Đắk Nông               | 49.5           | Xã Đắk Hòa, Huyện Đắk Song                 | Đắk Nông   |                | 2021           |                 |                                                                          |
| Cầu Đất                          | Cty CP Năng lượng tái tạo Đại Dương                 | 4              | Xã Trạm Hành, Thành phố Đà Lạt             | Lâm Đồng   |                | 2021           |                 |                                                                          |
| Tân Phú Đông                     | Cty CP Năng lượng Điện Gió Tiền Giang               | 50             | Xã Tân Đông, Huyện Gò Công Đông            | Tiền Giang |                | 2021           |                 |                                                                          |
| VPL                              | Cty CP Năng lượng VPL                               | 25.2           | Thị trấn Bình Đại, Huyện Bình Đại          | Bến Tre    |                | 2021           |                 | Điện gió gần bờ                                                          |
| Bình Đại 1                       | Cty Cổ phần Điện gió Mê Kông                        | 30             | Xã Thừa Đức, Huyện Bình Đại                | Bến Tre    |                | 2021           |                 | Điện gió gần bờ                                                          |
| V1-3 Bến Tre                     | Cty CP Năng lượng tái tạo Bến Tre                   | 29.4           | Xã An Thủy, Huyện Ba Tri                   | Bến Tre    |                | 2021           |                 | Điện gió gần bờ                                                          |
| ĐG số 5 Thạnh Hải 1              | Tan Hoan Cau Ben Tre JSC                            | 30             | Xã Thạnh Hải, Huyện Thạnh Phú              | Bến Tre    |                | 2021           |                 | Điện gió gần bờ                                                          |
| ĐG số 5 Thạnh Hải 2              | Tan Hoan Cau Ben Tre JSC                            | 4.25           | Xã Thạnh Hải, Huyện Thạnh Phú              | Bến Tre    |                | 2021           |                 | Điện gió gần bờ                                                          |
| Đông Hải 1 Trà Vinh              | Công ty Cổ phần Điện gió Trung Nam Trà Vinh 1       | 100            | Xã Đông Hải, Huyện Duyên Hải               | Trà Vinh   |                | 2021           |                 |                                                                          |
| Hiệp Thạnh                       | Cty CP Năng lượng Tái tạo ECOTECH Trà Vinh          | 21.4           | Xã Hiệp Thạnh, Thị xã Duyên Hải            | Trà Vinh   |                | 2021           |                 | Điện gió gần bờ                                                          |
| Hàn Quốc Trà Vinh                | Công ty Cổ phần Điện gió Trà Vinh 1                 | 48             | Xã Trường Long Hòa, Thị xã Duyên Hải       | Trà Vinh   |                | 2021           |                 | Điện gió gần bờ                                                          |
| Trà Vinh V1-2                    | Cty CP Điện gió Trường Thành Trà Vinh               | 48             | Xã Trường Long Hòa, Thị xã Duyên Hải       | Trà Vinh   |                | 2021           |                 | Điện gió gần bờ                                                          |
| Trà Vinh V1-3                    | Công ty CP Cơ điện lạnh                             | 48             | Xã Trường Long Hòa, Thị xã Duyên Hải       | Trà Vinh   |                | 2021           |                 | Điện gió gần bờ                                                          |
| số 7 Sóc Trăng                   | Cty CP Năng lượng Sóc Trăng                         | 29.4           | Xã Vĩnh Hải, Thị xã Vĩnh Châu              | Sóc Trăng  |                | 2021           |                 |                                                                          |
| Lạc Hòa 1 phase 1                | Công ty CP Năng lượng tái tạo Vĩnh Châu TDC         | 30             | Xã Lạc Hòa, Thị xã Vĩnh Châu               | Sóc Trăng  |                | 2021           |                 |                                                                          |
| Hòa Đông 2                       | Công ty TNHH Điện gió Hòa Đông 2                    | 26.4           | Xã Hòa Đông, Thị xã Vĩnh Châu              | Sóc Trăng  |                | 2021           |                 |                                                                          |
| Quốc Vinh Sóc Trăng              | Công ty TNHH Điện gió Quốc Vinh Sóc Trăng           | 30             | Xã Vĩnh Hải, Thị xã Vĩnh Châu              | Sóc Trăng  |                | 2021           |                 |                                                                          |
| Đông Hải 1 - Giai đoạn 2         | Cty CP Điện gió Bắc Phương                          | 50             | Xã Long Điền Đông, Huyện Đông Hải          | Bạc Liêu   |                | 2021           |                 | Điện gió gần bờ                                                          |
| Hòa Bình 1                       | Cty CP Đầu tư Điện gió Hòa Bình 1                   | 50             | Xã Vĩnh Hậu, Huyện Hoà Bình                | Bạc Liêu   |                | 2021           |                 | Điện gió gần bờ                                                          |
| Hòa Bình 2                       | Cty TNHH Đầu tư điện gió Hòa Bình 2                 | 50             | Xã Vĩnh Hậu, Huyện Hoà Bình                | Bạc Liêu   |                | 2021           |                 | Điện gió gần bờ                                                          |
| Hòa Bình 5                       | Công ty Cổ phần Năng lượng Hacom Bạc Liêu           | 80             | Xã Vĩnh Hậu, Huyện Hoà Bình                | Bạc Liêu   |                | 2021           |                 | Điện gió gần bờ                                                          |
| Hòa Bình 1 Giai đoạn 2           | Cty TNHH Điện gió Hòa Bình 1 Giai đoạn 2            | 50             | Xã Vĩnh Hậu, Huyện Hoà Bình                | Bạc Liêu   |                | 2021           |                 | Điện gió gần bờ                                                          |
| KOSY Bạc Liêu                    | Công ty Cổ phần Điện gió Kosy Bạc Liêu              | 40             | Xã Vĩnh Mỹ A, Huyện Hoà Bình               | Bạc Liêu   |                | 2021           |                 |                                                                          |
| Tân Thuận phase 2                | Cty CP Đầu tư Năng lượng tái tạo Cà Mau             | 75             | Xã Tân Thuận, Huyện Đầm Dơi                | Cà Mau     |                | 2021           |                 | Điện gió gần bờ                                                          |
| Tân Ân 1                         | Cty CP Đầu tư Thủy điện Sông Lam                    | 25             | Xã Tân Ân, Huyện Ngọc Hiển                 | Cà Mau     |                | 2021           |                 |                                                                          |

### Đang xây dựng
| Nhà máy                            | Chủ đầu tư/chủ sở hữu                                                               | Công suất (MW) | Vị trí                                 | Tỉnh       | Ngày khởi công | Ngày đóng lưới | Nguồn | Ghi chú |
| ---------------------------------- | ----------------------------------------------------------------------------------- | -------------- | -------------------------------------- | ---------- | -------------- | -------------- | ----- | ------- |
| HBRE Hà Tĩnh                       | HBRE Wind Power Solution                                                            | 120            | Xã Kỳ Bắc, Huyện Kỳ Anh                | Hà Tĩnh    |                |                |       |         |
| Hướng Phùng 1                      | EVNGENCO2                                                                           | 30             | Xã Hướng Phùng, Huyện Hướng Hóa        | Quảng Trị  |                |                |       |         |
| LIG Hướng Hóa 1                    | Licogi 16                                                                           | 48             | Xã Hướng Lộc, Huyện Hướng Hóa          | Quảng Trị  |                |                |       |         |
| LIG Hướng Hóa 2                    | Licogi 16                                                                           | 48             | Xã Hướng Lộc, Huyện Hướng Hóa          | Quảng Trị  |                |                |       |         |
| TNC Quảng Trị 1                    | Công ty CP Điện gió TNC Quảng Trị 1                                                 | 50             | Xã Tân Thành, Huyện Hướng Hóa          | Quảng Trị  |                |                |       |         |
| TNC Quảng Trị 2                    | Công ty CP Điện gió TNC Quảng Trị 2                                                 | 50             | Xã Tân Thành, Huyện Hướng Hóa          | Quảng Trị  |                |                |       |         |
| Hướng Linh 3                       | CTCP Điện gió Hướng Linh 3                                                          | 30             | Xã Hướng Linh, Huyện Hướng Hóa         | Quảng Trị  |                |                |       |         |
| Hướng Linh 4                       | CTCP Điện gió Hướng Linh 4                                                          | 30             | Xã Hướng Linh, Huyện Hướng Hóa         | Quảng Trị  |                |                |       |         |
| Hướng Linh 5                       | Công ty Cổ phần điện gió Hướng Linh 5                                               | 30             | Xã Hướng Linh, Huyện Hướng Hóa         | Quảng Trị  |                |                |       |         |
| Nhơn Hội 2                         | Fico Investment JSC                                                                 | 30             | Xã Nhơn Hội, Thành phố Qui Nhơn        | Bình Định  |                |                |       |         |
| Công Hải 1 phase 1                 | Công ty Công nghiệp Sài Gòn                                                         | 3              | Xã Công Hải, Huyện Thuận Bắc           | Ninh Thuận |                |                |       |         |
| Mũi Né phase 2                     | Blue Circle + AC Energy (PH)                                                        | 40             | Phường Mũi Né, Thành phố Phan Thiết    | Bình Thuận |                |                |       |         |
| NMĐ gió Phong Điện 1 – Giai đoạn 2 | Công ty TNHH Năng lượng tái tạo 2 Bình Thuận                                        | 30             | Xã Bình Thạnh, Huyện Tuy Phong         | Bình Thuận |                |                |       |         |
| Hòa Thắng 1.2                      | Vietracimex                                                                         | 100            | Xã Hòa Thắng, Huyện Bắc Bình           | Bình Thuận |                |                |       |         |
| Hòa Thắng 2.2                      | Cty CP Win Energy                                                                   | 19.8           | Xã Hòa Thắng, Huyện Bắc Bình           | Bình Thuận |                |                |       |         |
| Song An                            | Công ty Cổ phần Điện gió Song An                                                    | 46.2           | Xã Song An, Thị xã An Khê              | Gia Lai    |                |                |       |         |
| Ia Pech 2                          | Công ty Cổ phần Đầu tư Năng lượng Điện xanh Gia Lai                                 | 50             | Xã Ia Pếch, Huyện Ia Grai              | Gia Lai    |                |                |       |         |
| Yang Trung                         | Công ty Cổ phần Phong Điện Yang Trung                                               | 145            | Thị trấn Kông Chro, Huyện Kông Chro    | Gia Lai    |                |                |       |         |
| Chế biến Tây Nguyên                | Công ty CP Năng lượng Gió Chư Prông Gia Lai                                         | 50             | Thị trấn Chư Prông, Huyện Chư Prông    | Gia Lai    |                |                |       |         |
| Phát triển miền núi                | Công ty CP Điện gió Chư Prông Gia Lai                                               | 50             | Thị trấn Chư Prông, Huyện Chư Prông    | Gia Lai    |                |                |       |         |
| Yang Bắc                           | Tasco JSC                                                                           | 100            | Xã Yang Bắc, Huyện Đăk Pơ              | Gia Lai    |                |                |       |         |
| Đăk N'Drung 1                      | Cty TNHH MTV Năng lượng Đăk N'Drung                                                 | 100            | Xã Đắk N'Dung, Huyện Đắk Song          | Đắk Nông   |                |                |       |         |
| Đăk N'Drung 2                      | Cty TNHH MTV Năng lượng Đăk N'Drung 2                                               | 100            | Xã Đắk N'Dung, Huyện Đắk Song          | Đắk Nông   |                |                |       |         |
| Đăk N'Drung 3                      | Cty TNHH MTV Năng lượng Đăk N'Drung 3                                               | 100            | Xã Đắk N'Dung, Huyện Đắk Song          | Đắk Nông   |                |                |       |         |
| Sunpro                             | Công ty TNHH Điện Gió Sunpro – Bến Tre Số 8                                         | 30             | Xã Thới Thuận, Huyện Bình Đại          | Bến Tre    |                |                |       |         |
| Thạnh Phú                          | CTy TNHH MTV năng lượng Thạnh Phú                                                   | 120            | Thị trấn Thạnh Phú, Huyện Thạnh Phú    | Bến Tre    |                |                |       |         |
| Thiên Phú                          | Thien Phu Energy JSC                                                                | 30             | Thị trấn Thạnh Phú, Huyện Thạnh Phú    | Bến Tre    |                |                |       |         |
| Thiên Phú 2                        |                                                                                     | 30             | Thị trấn Thạnh Phú, Huyện Thạnh Phú    | Bến Tre    |                |                |       |         |
| Nexif Bến Tre                      | Nexif Energy                                                                        | 30             | Xã Thạnh Hải, Huyện Thạnh Phú          | Bến Tre    |                |                |       |         |
| Thanh Phong                        | Cty CP Năng lượng ECOWIN                                                            | 29.7           | Xã Thạnh Hải, Huyện Thạnh Phú          | Bến Tre    |                |                |       |         |
| Long Mỹ 1                          | Envision Energy (Hongkong) + Envision Energy Viet Soc Wind Power Investment Limited | 100            | Xã Vĩnh Viễn A, Huyện Long Mỹ          | Hậu Giang  |                |                |       |         |
| Lạc Hòa 2                          | Công ty TNHH Điện gió Lạc Hòa 2                                                     | 130            | Xã Lạc Hòa, Thị xã Vĩnh Châu           | Sóc Trăng  |                |                |       |         |
| Công Lý Sóc Trăng phase 1          | Super Wind Energy Công Lý Sóc Trăng                                                 | 30             | Xã Lai Hòa, Thị xã Vĩnh Châu           | Sóc Trăng  |                |                |       |         |
| Sóc Trăng 18                       | Cty TNHH Năng lượng Trung Thịnh Sóc Trăng                                           | 22.4           | Xã Vĩnh Hải, Thị xã Vĩnh Châu          | Sóc Trăng  |                |                |       |         |
| Sóc Trăng 3 phase 1                | Cty TNHH BPP Vĩnh Châu Wind Power                                                   | 29             | Xã Vĩnh Hải, Thị xã Vĩnh Châu          | Sóc Trăng  |                |                |       |         |
| Hòa Đông                           | Công ty TNHH Phong điện Hòa Đông                                                    | 30             | Xã Hòa Đông, Thị xã Vĩnh Châu          | Sóc Trăng  |                |                |       |         |
| Bạc Liêu 3                         | CP Super Wind Energy Công Lý Bạc Liêu                                               | 142            | Xã Vĩnh Trạch Đông, Thành phố Bạc Liêu | Bạc Liêu   |                |                |       |         |
| Cà Mau 1                           | CTCP Thương mại Xây dựng                                                            | 350            | Xã Nguyễn Huân, Huyện Đầm Dơi          | Cà Mau     |                |                |       |         |
| Viên An                            | Công ty TNHH MTV năng lượng Viên An Cà Mau                                          | 50             | Xã Viên An, Huyện Ngọc Hiển            | Cà Mau     |                |                |       |         |
| Khai Long phase 1                  | CP Super Wind Energy Công Lý 1                                                      | 100            | Xã Đất Mũi, Huyện Ngọc Hiển            | Cà Mau     |                |                |       |         |

### Đang chuẩn bị
| Nhà máy                     | Chủ đầu tư/chủ sở hữu                          | Công suất (MWp) | Vị trí                                                             | Tỉnh              | Ngày khởi công | Ngày đóng lưới | Nguồn   | Ghi chú |
| --------------------------- | ---------------------------------------------- | --------------- | ------------------------------------------------------------------ | ----------------- | -------------- | -------------- | ------- | ------- |
| HBRE Phú Yên                | Super Energy Corporation                       | 200             | xã An Thọ, An Hiệp, An Linh, huyện Tuy An                          | Phú Yên           |                |                | [ 145 ] |         |
| HBRE Gia Lai                | Super Energy Corporation                       | 50              | xã Ia Bang và Ia Phin, huyện Chư Prông                             | Gia Lai           |                |                | [ 145 ] |         |
| Hiệp Thạnh Trà Vinh         | Cty CP Năng lượng tái tạo Ecotech Trà Vinh     | 78              | xã Hiệp Thạnh, thị xã Duyên Hải                                    | Trà Vinh          |                |                |         |         |
| Sài Gòn Bình Thuận          | Cty CP đầu tư phát triển Sài Gòn-Bình Thuận    | 200             | huyện Bắc Bình                                                     | Bình Thuận        |                |                |         |         |
| Phương Mai 2                | GGP Corporation                                | 60              | khu kinh tế Nhơn Hội, thành phố Quy Nhơn                           | Bình Định         |                |                |         |         |
| Bach Long Vi Island         | National Youth Union                           | 1               | Bach Long Vi island, Hai Phong city                                | Hải Phòng         |                |                |         |         |
| Phuoc Dan                   | Cty Năng lượng Thường Tín                      | 45              | xã Phước Hậu, Phước Dân, Phước Hữu và Phước Thái, huyện Ninh Phước | Ninh Thuận        |                |                |         |         |
| Phước Thành                 | Global Energy Investment and Consultancy       | 18              | xã Phước Thành, huyện Bác Ái                                       | Ninh Thuận        |                |                |         |         |
| UPC - Quảng Bình 1, 2, 3, 4 | UPC Renewables Asia                            | 120             | huyện Lệ Thủy                                                      | Quảng Bình        |                |                |         |         |
| Hướng Hóa 1                 | Licogi 16                                      | 64              | xã Hướng Tân, huyện Hướng Hóa                                      | Quảng Trị         |                |                |         |         |
| Hướng Sơn 2                 | EVNGENCO2                                      | 30              | xã Hướng Sơn, huyện Hướng Hóa                                      | Quảng Trị         |                |                |         |         |
| Kê Gà                       | Enterprize Energy                              | 3400            | xã Tân Thành, huyện Hàm Thuận Nam                                  | Bình Thuận        |                |                | [ 146 ] |         |
| Mang Yang                   | Mirat Energy + HLP                             | 200             | huyện Mang Yang                                                    | Gia Lai           |                |                | [ 147 ] |         |
| Thái Phong                  | Cty CP Năng lượng Pacific Bình Thuận           | 52.5            | xã Hòa Minh và Chí Công và Phong Phú, huyện Tuy Phong              | Bình Thuận        |                |                |         |         |
| Asia Đăk Song 1             |                                                | 50              | huyện Đăk Song                                                     | Đăk Nông          |                |                | [ 148 ] |         |
| BCG Sóc Trăng 1             | Bamboo Capital Group                           | 50              | xã Hòa Đông, thị xã Vĩnh Châu                                      | Sóc Trăng         |                |                | [ 148 ] |         |
| 19 Bến Tre                  | Bamboo Capital Group                           | 50              | xã Thừa Đức, huyện Bình Đại                                        | Bến Tre           |                |                | [ 148 ] |         |
| 20 Bến Tre                  | Bamboo Capital Group                           | 50              | xã Thừa Đức, huyện Bình Đại                                        | Bến Tre           |                |                | [ 148 ] |         |
| Công Lý Bà Rịa - Vũng Tàu   |                                                | 102             | huyện Xuyên Mộc                                                    | Bà Rịa - Vũng Tàu |                |                | [ 148 ] |         |
| Cư Né 1                     |                                                | 50              | huyện Krông Búk                                                    | Đăk Lăk           |                |                | [ 148 ] |         |
| Cư Né 2                     |                                                | 50              | huyện Krông Búk                                                    | Đăk Lăk           |                |                | [ 148 ] |         |
| Đầm Nại 3                   |                                                | 39.4            | xã Bắc Sơn, huyện Thuận Bắc                                        | Ninh Thuận        |                |                | [ 148 ] |         |
| Đầm Nại 4                   |                                                | 27.6            | xã Bắc Sơn, huyện Thuận Bắc                                        | Ninh Thuận        |                |                | [ 148 ] |         |
| Đông Thành 1                | Cty TNHH Thái Hòa                              | 80              | xã Đông Hải, huyện Duyên Hải                                       | Trà Vinh          |                |                | [ 148 ] |         |
| Đông Thành 2                | Cty TNHH Điện gió Đông Thành 2                 | 120             | xã Đông Hải, huyện Duyên Hải                                       | Trà Vinh          |                |                | [ 148 ] |         |
| Hải Anh                     | Cty CP Phong điện Hải Anh - Quảng Trị          | 40              | xã Lao Bảo, huyện Hướng Hóa                                        | Quảng Trị         |                |                | [ 148 ] |         |
| Ia Boong - Chư Prông        |                                                | 50              | xã Ia Boong và Ia Me, huyện Chư Prông                              | Gia Lai           |                |                | [ 148 ] |         |
| Khai Long GĐ 2, 3           |                                                | 200             | xã Đất Mũi, huyện Ngọc Hiển                                        | Cà Mau            |                |                | [ 148 ] |         |
| Kon Plông                   |                                                | 103.5           | huyện Kon Plông                                                    | Kon Tum           |                |                | [ 148 ] |         |
| Krông Buk 1                 |                                                | 50              | huyện Krông Buk                                                    | Đăk Lăk           |                |                | [ 148 ] |         |
| Krông Buk 2                 |                                                | 50              | huyện Krông Buk                                                    | Đăk Lăk           |                |                | [ 148 ] |         |
| Phú Cường Sóc Trăng         | Tập đoàn Phú Cường + Mainstream Renwable Power | 200             | thị xã Vĩnh Châu                                                   | Sóc Trăng         |                |                | [ 148 ] |         |
| Sóc Trăng 11                | CTy TNHH Xuân Thiện Yên Bái                    | 101             | huyện Cù Lao Dung                                                  | Sóc Trăng         |                |                | [ 148 ] |         |
| Sóc Trăng 16                | Envision Energy                                | 40              | thị xã Vĩnh Châu                                                   | Sóc Trăng         |                |                | [ 148 ] |         |
| Sóc Trăng 4                 |                                                | 350             | thị xã Vĩnh Châu                                                   | Sóc Trăng         |                |                | [ 148 ] |         |
| Sóc Trăng 7 GĐ 2            | Cty TNHH Xuân Cầu                              | 90              | xã Vĩnh Hải, thị xã Vĩnh Châu                                      | Sóc Trăng         |                |                | [ 148 ] |         |
| Sông Hậu                    |                                                | 50              | huyện Long Phú và Trần Đề                                          | Sóc Trăng         |                |                | [ 148 ] |         |
| Tân Hợp                     |                                                | 38              | xã Húc, huyện Hướng Hóa                                            | Quảng Trị         |                |                | [ 148 ] |         |
| Trần Đề                     |                                                | 50              | huyện Trần Đề                                                      | Sóc Trăng         |                |                | [ 148 ] |         |
| Điện gió số 1 Vietnam power | Palatial Global Inc                            | 30              | huyện Thuận Nam                                                    | Ninh Thuận        |                |                |         |         |
| La Gàn                      | Copenhagen Infrastructure Partners             | 3500            | Bình Thuận                                                         | Bình Thuận        |                |                | [ 149 ] |         |

## Nhà máy điện sinh khối
Danh sách này bao gồm các nhà máy sử dụng sản phẩm sinh khối (bã mía,...) và Chất thải rắn đô thị Municipal solid waste (MSW).
Ghi chú: bagasse: bã mĩa
Nguồn: Cập nhật từ thông cáo báo chí.
| Tên nhà máy           | Chủ sở hữu/Chủ đầu tư               | Công suất (MW) | Vị trí      | Năm vận hành | Công nghệ     | Trạng thái    | Loại liên nhiệu | Nguồn   | Ghi chú |
| --------------------- | ----------------------------------- | -------------- | ----------- | ------------ | ------------- | ------------- | --------------- | ------- | ------- |
| KCP Phú Yên           | CTy TNHH Công nghiệp KCP Việt Nam   | 30.8           | Phú Yên     | 2017         | Co-generation | Đang vận hành | Bã mía          | [ 150 ] |         |
| Mía đường Tuyên Quang | Công ty cổ phần Mía đường Sơn Dương | 25             | Tuyên Quang | 2019         | Co-generation | Đang vận hành | Bã mía          | [ 151 ] |         |
| SK An Khê             | Công ty cổ phần đường Quảng Ngãi    | 95             | Gia Lai     | 2017         | Co-generation | Đang vận hành | Bã mía          | [ 152 ] |         |
| Bourbon Tay Ninh      | Cty CP Thành Thành Công - Biên Hòa  | 37             | Tây Ninh    | 1998         | Co-generation | Đang vận hành | Bã mía          |         |         |
| NMXL rác Cần Thơ      | CTy TNHH NL Môi trường EB           | 7.5            | Cần Thơ     | 2018         | Combustion    | Đang vận hành | MSW             |         |         |
| NM đường Việt Nam     | Cty CP đường Cam Ranh - Khánh Hòa   | 60             | Khánh Hòa   | 2015         | Co-generation | Đang vận hành | MSW             | [ 153 ] |         |
| Nedo Sóc Sơn          | Nhà máy nhiệt điện đốt rác Sóc Sơn  | 75             | Hà Nội      | 2017         | Combustion    | Đang vận hành | MSW             | [ 154 ] |         |
| Mía đường Sóc Trăng   | CTy CP Mía đường Sóc Trăng          | 5.5            | Sóc Trăng   | 2018         | Co-generation | Đang vận hành | Bã mía          |         |         |
| Mía đường Lam Sơn     | CTy CP mía đường Lam Sơn            |                | Thanh Hóa   | 2012         | Co-generation | Đang vận hành | Bã mía          |         |         |
| Mía đường Nghệ An     | CTy TNHH Mía Đường Nghệ An          |                | Nghệ An     | 2016         | Co-generation | Đang vận hành |                 | [ 150 ] |         |
| Bã Mía Ninh Hòa       | CTy TNHH MTV Nhiệt điện Ninh Hòa    | 30             | Khánh Hòa   | 2015         | Co-generation | Đang vận hành |                 |         |         |
| Bã Mía Gia Lai        | CTy TNHH MTV Nhiệt điện Gia Lai     | 22.6           | Gia Lai     | 2015         | Co-generation | Đang vận hành |                 |         |         |

### Đối với điện gió và mặt trời
| Điện mặt trời mái nhà                  | OP |
| Vận hành (Operational)                 | OP |
| Đang thi công (Under Construction)     | UC |
| Khánh thành/Khởi công (Groundbreaking) | GB |
| Được chấp thuận (Approved)             | AP |

### Đối với nhiệt điện khí và than
- Thông báo: Các dự án đã xuất hiện trong các tài liệu quy hoạch của công ty hoặc chính phủ nhưng chưa xin giấy phép hay thủ tục quy hoạch địa điểm, tìm nguồn than, các vấn đề về tài chính...[155]
- Giấy phép trước: Các dự án đã có bước đầu phát triển theo chiều hướng tích cực, ví dụ: xin giấy phép môi trường, quy hoạch địa điểm, tìm được nguồn than, đảm bảo tài chính...[156]
- Được cấp phép: Các dự án đã bảo đảm tất cả các giấy phép môi trường nhưng chưa động thổ.[155]
- Xây dựng: Các dự án đang trong quá trình xây dựng sau khi động thổ.[155]
- Xếp xó: Các dự án không có thông tin cụ thể về việc khởi công hay tiến độ của dự án nhưng không đủ thông tin để tuyên bố dự án đã hủy bỏ.[155]
- Hủy bỏ: Các dự án không có tiến độ sau một khoảng thời gian rất dài không có thông tin gì về dự án;  Các dự án được chuyển sang sử dụng khí đốt tự nhiên được coi là đã hủy bỏ dùng than; các dự án đã từng xuất hiện trong tài liệu ban hành của chính phủ nhưng sau đó biến mất.[155]
- Vận hành: Dự án đã đi vào hoạt động thương mại.[155]